# Luftfahrzeugkennzeichen

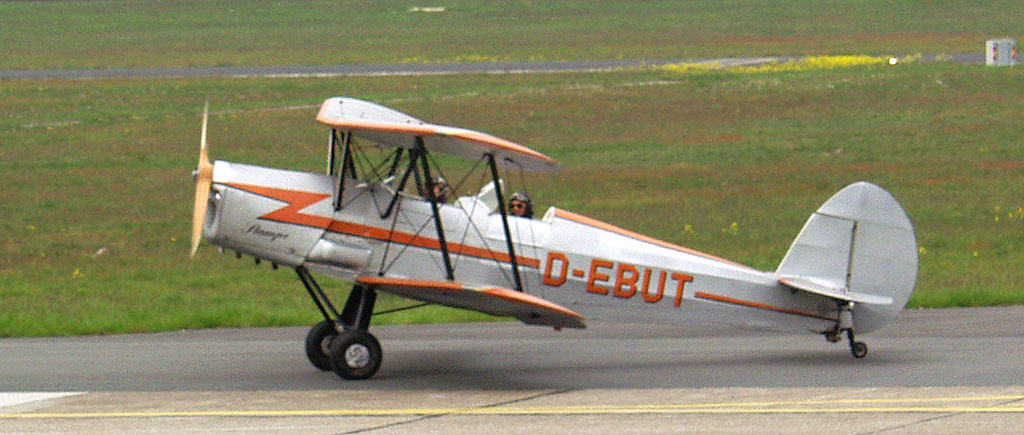
Beispiel D-EBUT:
D = Deutschland,
E = einmotoriges Luftfahrzeug bis 2 t max. Startmasse (in Deutschland),
BUT = individuelles Eintragungszeichen

Das Luftfahrzeugkennzeichen (umgangssprachlich oft fälschlich als Flugzeugkennung oder Registrierung bezeichnet) ist ein individueller alphanumerischer Code, der ein Luftfahrzeug eindeutig identifiziert. Bei zivilen Luftfahrzeugen setzt er sich zusammen aus dem Staatszugehörigkeitszeichen und dem nationalen Eintragungszeichen.
Beim Verkauf eines Luftfahrzeugs im Inland bleibt das Kennzeichen in der Regel erhalten. Wird ein Luftfahrzeug aus dem Verkehr gezogen oder in einem anderen Staat unter einem neuen Kennzeichen weiter geflogen, kann das freigewordene Kennzeichen in vielen Staaten erneut vergeben werden.

## Allgemeines

### Völkerrechtliche Grundlage
Artikel 20 des Abkommens über die internationale Zivilluftfahrt von 1944 lautet: „Führen von Kennzeichen: Jedes in der internationalen Luftfahrt verwendete Luftfahrzeug hat die ihm vorgeschriebene Staatszugehörigkeits- und Eintragungszeichen zu führen.“ (Wortlaut der in Deutschland gültigen Übersetzung). Das Abkommen schreibt also vor, dass jedes Luftfahrzeug mit einem eindeutigen Kennzeichen beschriftet sein muss, das sich aus dem Staatszugehörigkeitszeichen des Staates, in dem das Luftfahrzeug registriert ist, und einem nationalen Eintragungszeichen zusammensetzt.
Die Ausführungsbestimmungen zum Artikel 20 sind im Annex 7 festgelegt. Gemäß Abschnitt 2.3 wählt jeder Staat sein Staatszugehörigkeitszeichen aus dem Buchstabenbereich, der ihm von der Internationalen Fernmeldeunion (ITU) für die Rufzeichen seiner Funkstationen zugewiesen wurde. Die Wahl ist der ICAO mitzuteilen. Das Eintragungszeichen wird von jedem Staat nach einem eigenen System vergeben. Annex 7 des Abkommens schreibt auch vor, wo und wie das Kennzeichen am Flugzeug angebracht sein muss.
Die Mitgliedsstaaten der ICAO sind verpflichtet, diese Vorgaben in ihrer nationalen Gesetzgebung umzusetzen. Wie alle Bestimmungen des Abkommens gelten auch diese nicht für Staatsluftfahrzeuge.

### Geschichte
Die Vorschriften der ICAO gehen zurück auf das überarbeitete Luftverkehrsabkommen von Paris von 1932, auf dem das Chicagoer Abkommen von 1944 aufbaut. Darin wurde festgelegt, dass die Stationskennung der Bordfunkstation eines Luftfahrzeugs mit dem Luftfahrzeugkennzeichen übereinstimmen soll.
Für die Stationskennung von Funkstationen waren den Ländern aber schon im Washingtoner Radiotelephonieabkommen von 1927 Buchstabenbereiche zugeteilt worden. Somit konnten die Länder ihre Luftfahrzeug-Staatszugehörigkeitszeichen nur noch aus diesem Bereich wählen. Daneben war im Washingtoner Abkommen auch festgelegt, dass die Stationskennung der Bordfunkstation eines Luftfahrzeugs immer aus fünf Buchstaben bestehen soll. Deshalb umfassen die Luftfahrzeugkennzeichen in vielen Ländern noch heute fünf Buchstaben. (Im Chicagoer Abkommen von 1944 wurde diese Bestimmung dann fallengelassen.)

### Zuordnung der Staatszugehörigkeitszeichen

Europäische Staatszugehörigkeitszeichen

Im Washingtoner Radiotelephonieabkommen von 1927 wurde jedem Land ein Buchstabenbereich zugewiesen, aus dem es die Kennungen seiner Funkstationen nehmen musste. Die damaligen Großmächte USA, Großbritannien, Frankreich, Italien, Deutschland und Japan erhielten jeweils einen ganzen Buchstabenblock (die USA drei), alle anderen Länder einen Teilbereich eines Buchstabens (siehe auch ITU-Präfix).
| Buchstabenbereich | Land                    |
| ----------------- | ----------------------- |
| K, N, W           | USA                     |
| F                 | Frankreich und Kolonien |
| I                 | Italien und Kolonien    |
| CA … CE           | Chile                   |
| CF … CK           | Kanada                  |
| HA                | Ungarn                  |
| HB                | Schweiz                 |
| HC                | Ecuador                 |

Während bei einigen Ländern die Wahl des Bereichs offensichtlich ist (F für Frankreich, I für Italien, G für Großbritannien), ist bei anderen zumindest auf den ersten Blick kein Zusammenhang erkennbar; sie dürften wohl zufällig aus den übrigen Bereichen zugeordnet worden sein (OO für Belgien, PH für die Niederlande). Bei einigen Ländern lässt sich eine bewusste Wahl immerhin vermuten (Cx für Chile und Kanada (Canada), Hx für Ungarn (Hungaria) und Schweiz (Helvetia)). Im Abkommen selbst wird die Zuordnung nicht begründet.
Ursprünglich waren in der Kennung nur Buchstaben und keine Zahlen erlaubt. Diese Regel wurde später geändert, als im Laufe der Entkolonialisierung viele neue Staaten entstanden und keine Buchstabenblöcke mehr verfügbar waren.

## Deutschland

### Zivil
Die Luftfahrzeugkennzeichen in Deutschland werden in der Luftverkehrs-Zulassungs-Ordnung, Anlage 1 festgelegt.
Die hier angegebenen Kennzeichen beziehen sich auf den Zeitraum seit 1955; für die Zeit davor siehe Deutsche Flugzeugkennzeichen bis 1945.
Zivile, nationale Kennzeichen von Luftfahrzeugen in Deutschland bestehen jeweils aus dem Buchstaben „D“ für Deutschland und vier Ziffern für Segelflugzeuge bzw. vier Buchstaben für alle anderen Luftfahrzeuge. Der auf das „D-“ folgende Buchstabe kategorisiert die Art beziehungsweise die maximale Abflugmasse des Luftfahrzeugs. Erstmals eingeführt wurde die neue Kennzeichensystematik am 18. Januar 1955; sie wurde danach mehrfach geändert und ergänzt:
- bis 1. Juli 1957: Flugzeuge 14–20 t = D-A, danach D-B
- bis 1. Juli 1957: mehrmotorige Flugzeuge bis 2 t = D-E, danach D-G
- bis 1. Juli 1959: Motorsegler = D-E, danach D-K
- bis 1999: Gas- und Heißluftballone/-luftschiffe = D-Name, danach D-O
- neu ab 1. Juli 1957: D-F
- neu ab 1982: D-M, D-N
- neu ab 2021: Luftfunkstellen für unbemannte zivile Luftfahrtsysteme wie Drohnen: D-P

| Kennzeichen | Art                                                                           | Höchstabflugmasse | Beispiele |
| ----------- | ----------------------------------------------------------------------------- | ----------------- | --- |
| D-A         | Flugzeuge                                                                     | > 20 t            | Airbus A320, Airbus A330, Airbus A380, Boeing 737, Boeing 747, De Havilland DHC-8-400, Dassault Falcon 7X       |
| D-B         | Flugzeuge                                                                     | 14 – 20 t         | De Havilland DHC-8-100/200/300, DO-328JET                                                                       |
| D-C         | Flugzeuge                                                                     | 5,7 – 14 t        | Saab 340, Cessna Citation CJ3, Learjet 35, Junkers Ju 52/3m                                                     |
| D-E         | einmotorige Flugzeuge                                                         | < 2 t             | Piper PA-28, Cessna 172, Robin DR400, Extra 330                                                                 |
| D-F         | einmotorige Flugzeuge                                                         | 2 – 5,7 t         | PC-12, An-2, Cessna 208                                                                                         |
| D-G         | mehrmotorige Flugzeuge                                                        | < 2 t             | Diamond DA42 Twin Star, CriCri                                                                                  |
| D-H         | Drehflügler (z. B. Hubschrauber)                                              |                   | EC 135, EC 145                                                                                                  |
| D-I         | mehrmotorige Flugzeuge                                                        | 2 – 5,7 t         | Piaggio Avanti, Cessna Citation CJ1+, Piper PA-42                                                               |
| D-K         | Motorsegler                                                                   |                   | Grob G 109, Scheibe Falke, Super Dimona sowie Segelflugzeuge mit Motor (eigenstartfähig oder mit Heimkehrhilfe) |
| D-L         | Luftschiffe                                                                   |                   | Zeppelin NT, Prallluftschiffe                                                                                   |
| D-M         | motorisierte Luftsportgeräte (z. B. Ultraleichtflugzeuge)                     | < 600 kg          | FK 9, Ikarus C42, Shark Aero UL, VL-3 Evolution                                                                 |
| D-N         | nichtmotorisierte Luftsportgeräte (z. B. Hängegleiter, Gleitflugzeuge, u. ä.) |                   | ProFe Banjo, Windward Performance SparrowHawk                                                                   |
| D-O         | Bemannte Ballone                                                              |                   | GEFA-Flug AS 105 GD                                                                                             |
| D-P         | Unbemannte Luftfahrtsysteme (ohne Eintragungszeichen in Luftfahrtregistern)   |                   | DJI Mavic Air, Yuneec Typhoon H3                                                                                |
| D-xxxx      | nichtmotorisierte Segelflugzeuge, wobei xxxx für eine vierstellige Zahl steht |                   | LS4, K 8, ASK 13, ASK 21, Discus, Astir, Salto                                                                  |

Beispiel: D-MABC (im Flugfunk nach dem ICAO-Alphabet Delta Mike Alpha Bravo Charlie gesprochen) ist ein motorisiertes Ultraleichtflugzeug.
Das Kennzeichen muss auf beiden Seiten des Flugzeugs am Heck angebracht sein, bei Flugzeugen bis 5,7 t zusätzlich auf der Unterseite der linken Tragfläche. Die Schrift muss kontrastreich und mindestens 30 cm hoch sein. Das Hoheitszeichen (Bundesflagge) hat eine Mindesthöhe von 15 cm. Für andere Arten von Luftfahrzeugen gelten ähnliche Bestimmungen.
Die DDR besaß folgende Staatszugehörigkeitszeichen: 1950–1956 DDR, 1956–1981 DM und 1981–1990 DDR. In den Jahren 1981/82 kam es zu parallel geführten Staatszugehörigkeitszeichen im Flugwesen der DDR.

### Militärisch

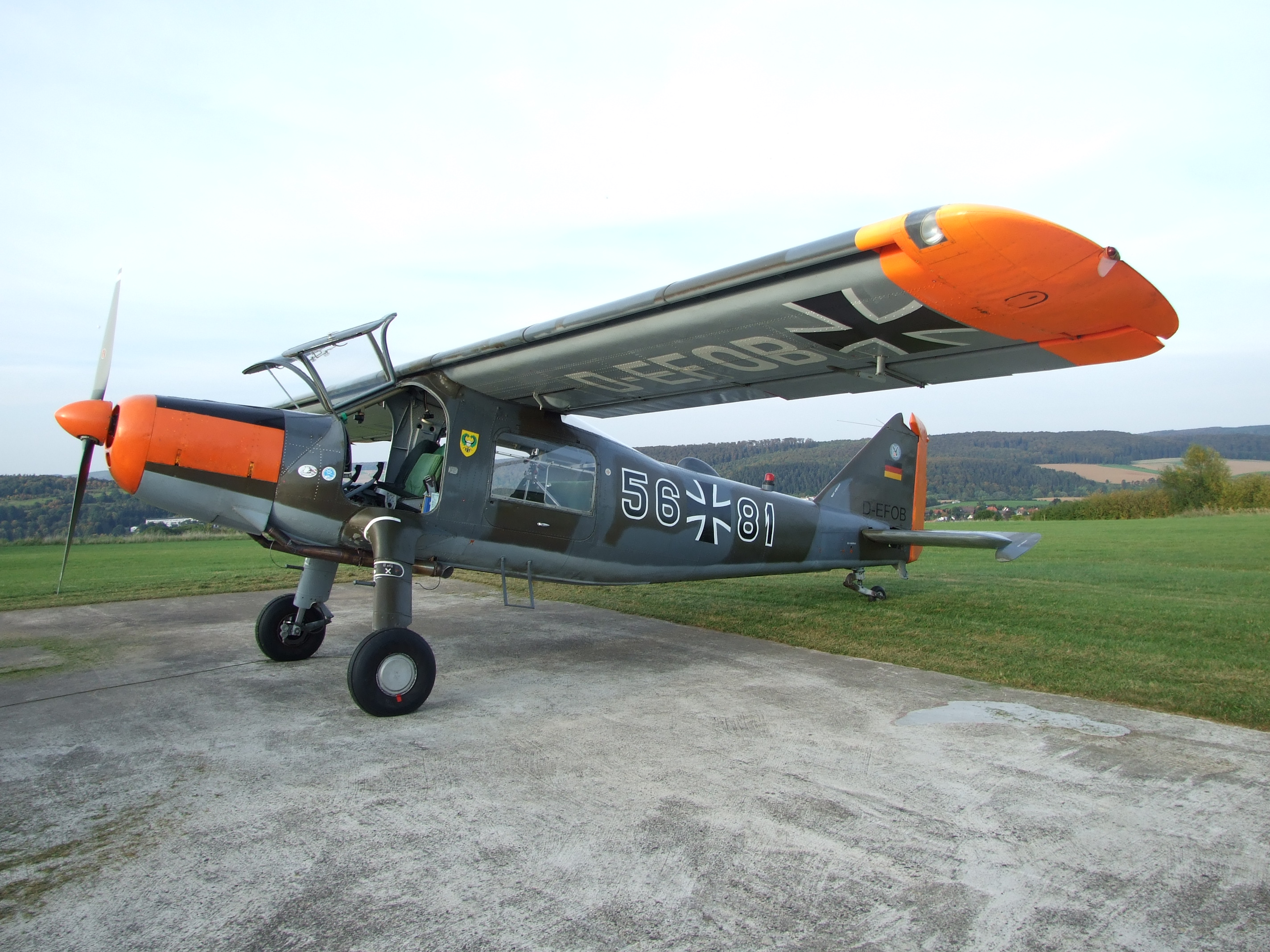
Ein ehemaliges Militärflugzeug DO-27, das neben dem zivilen auch das alte militärische Kennzeichen trägt

Bei der Luftwaffe der Wehrmacht wurden mehrmotorige, in seltenen Fällen auch einmotorige Flugzeuge mit einem Verbandskennzeichen versehen. Dieses setzte sich zusammen aus einer zweistelligen alphanumerischen Geschwaderkennung links vom Balkenkreuz und zwei Buchstaben rechts davon, die die Stellung des Luftfahrzeuges innerhalb des Geschwaders anzeigten. Solange Flugzeuge noch keiner Luftwaffeneinheit zugeteilt waren, führten sie das ihnen auf Dauer zugeteilte Stammkennzeichen.
Deutsche militärische Luftfahrzeuge der Bundeswehr werden seit 1968 mit einem numerischen System gekennzeichnet, das einen Rückschluss auf Typ und Seriennummer zulässt (z. B. 35+01, mit einem Eisernen Kreuz zwischen den Zahlen). Vor Einführung dieses Systems bestand ein System, bei dem zwei Buchstaben mit drei Ziffern kombiniert wurden. Die Buchstaben standen für die Einheit, der das Luftfahrzeug zugeordnet war. Dabei stand der erste Buchstabe für die Teilstreitkraft und den Geschwadertyp (nur Luftwaffe). Der zweite Buchstabe identifizierte dann, in Verbindung mit dem ersten Buchstaben, die jeweilige Einheit bzw. Dienststelle, welcher das Luftfahrzeug zugeordnet war. Aus den Ziffern konnte teilweise innerhalb der Geschwader/Einheiten die Zuordnung des Luftfahrzeuges zu einzelnen Staffeln erkannt werden.
Militärflugzeuge, denen nach Ausmusterung ein ziviles Kennzeichen zugeordnet wurde, können auf Sonderantrag das ursprüngliche militärische Kennzeichen als Dekoration weiter führen, verwendet wird jedoch ausschließlich das zivile Kennzeichen.

## Österreich

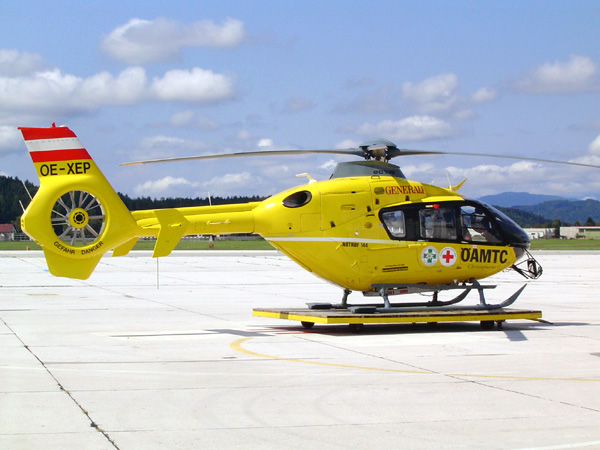
Ein in Österreich registrierter Rettungshubschrauber mit dem Kennzeichen OE-XEP

Ihre Gestaltung ist in § 6 Zivilluftfahrzeug- und Luftfahrtgerät-Verordnung (ZLLV) und in Anlage B geregelt. Auf das Staatszugehörigkeitszeichen „OE“ und einen Bindestrich folgen drei Buchstaben, wobei der erste die Art des Luftfahrzeugs angibt. Mögliche Anfänge für ein Kennzeichen sind:
- OE-A, OE-C einmotorig, <2.000 kg Höchstabflugmasse, 1–3 Sitze
- OE-B Luftfahrzeuge des Bundes (z. B. Bundesministerium für Inneres)
- OE-D, OE-K einmotorig, <2.000 kg Höchstabflugmasse, >3 Sitze
- OE-E einmotorig, 2.000–5.700 kg Höchstabflugmasse
- OE-F mehrmotorig, <5.700 kg Höchstabflugmasse
- OE-G 5.700–14.000 kg Höchstabflugmasse
- OE-H 14.000–20.000 kg Höchstabflugmasse
- OE-I, OE-L >20.000 kg Höchstabflugmasse
- OE-U Zwischenbewilligungen
- OE-V Testregistrierungen
- OE-W Wasser- und Amphibienfahrzeuge
- OE-X Hubschrauber
- OE-Y Unbemannte Luftfahrzeuge

Eine Ausnahme von den in Europa üblicherweise fünf Zeichen langen Luftfahrzeugkennzeichen bilden in Österreich Segelflugzeuge, motorisierte Hänge- und Paragleiter, Ultraleichtflugzeuge und Motorsegler. Bei diesen werden die drei Buchstaben nach dem Bindestrich durch vier Ziffern ersetzt und sind demnach sechs Zeichen lang.
„Runde“ Tausender werden (Stand Jan. 2013) nicht ausgegeben.
- OE-0001 bis OE-0999 reine Segelflugzeuge
- OE-1001 bis OE-4999 keine Vergabe oder Zuteilung bekannt
- OE-5001 bis OE-5999 reine Segelflugzeuge
- OE-6001 bis OE-6999 motorisierte Hängegleiter (syn.: „Deltasegler“ od. „Drachen“) und motorisierte Paragleiter
- OE-7001 bis OE-7999 aerodynamisch gesteuerte Ultraleichtflugzeuge
- OE-8001 bis OE-8999 gewichtskraft-gesteuerte Ultraleichtflugzeuge (Trikes)
- OE-9001 bis OE-9999 Motorsegler (TMG), eigenstartfähige Segelflugzeuge mit Hilfsmotor und nicht eigenstartfähige Segelflugzeuge mit Heimkehrhilfe

## Schweiz

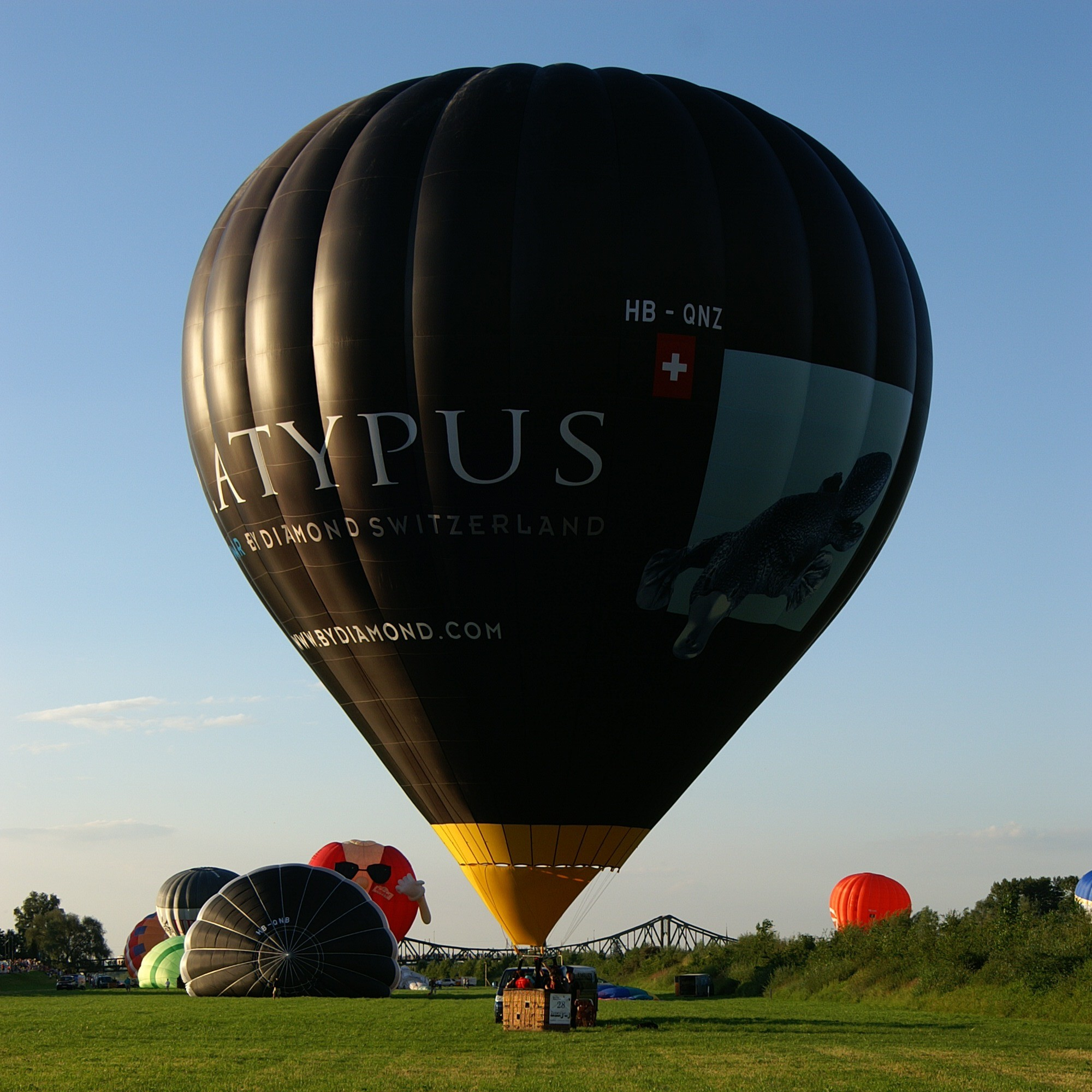
Heißluftballon mit dem Kennzeichen HB-QNZ

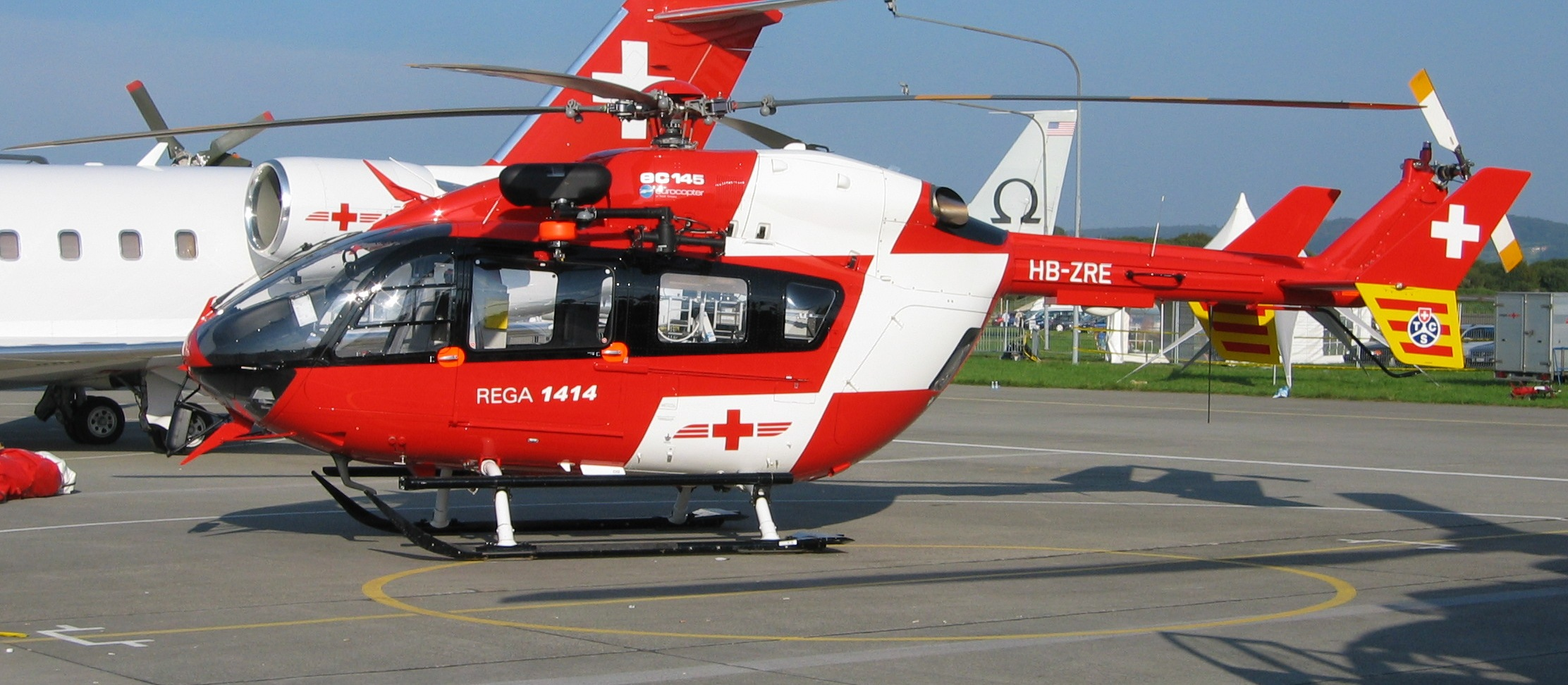
Rega-Helikopter des Typs EC 145 mit dem Kennzeichen HB-ZRE

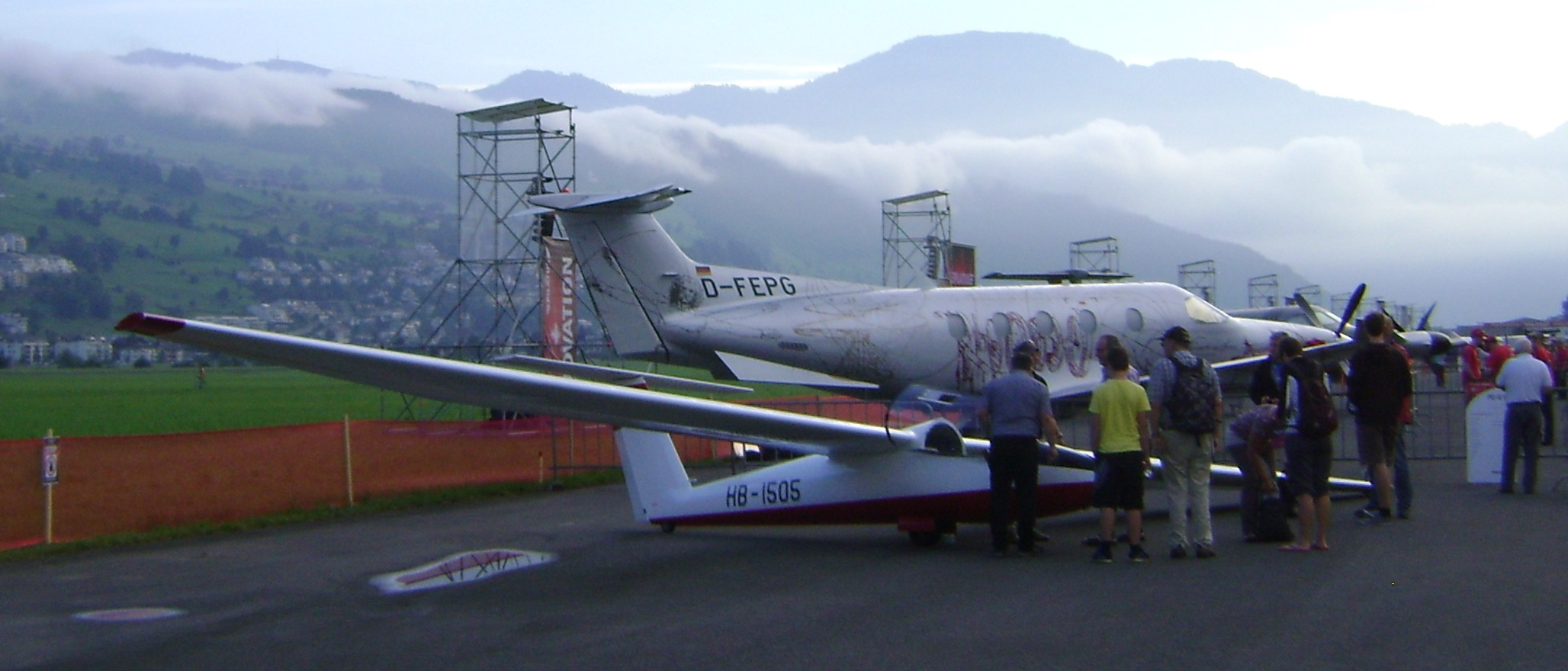
Pilatus PC-11 mit dem Kennzeichen HB-1505

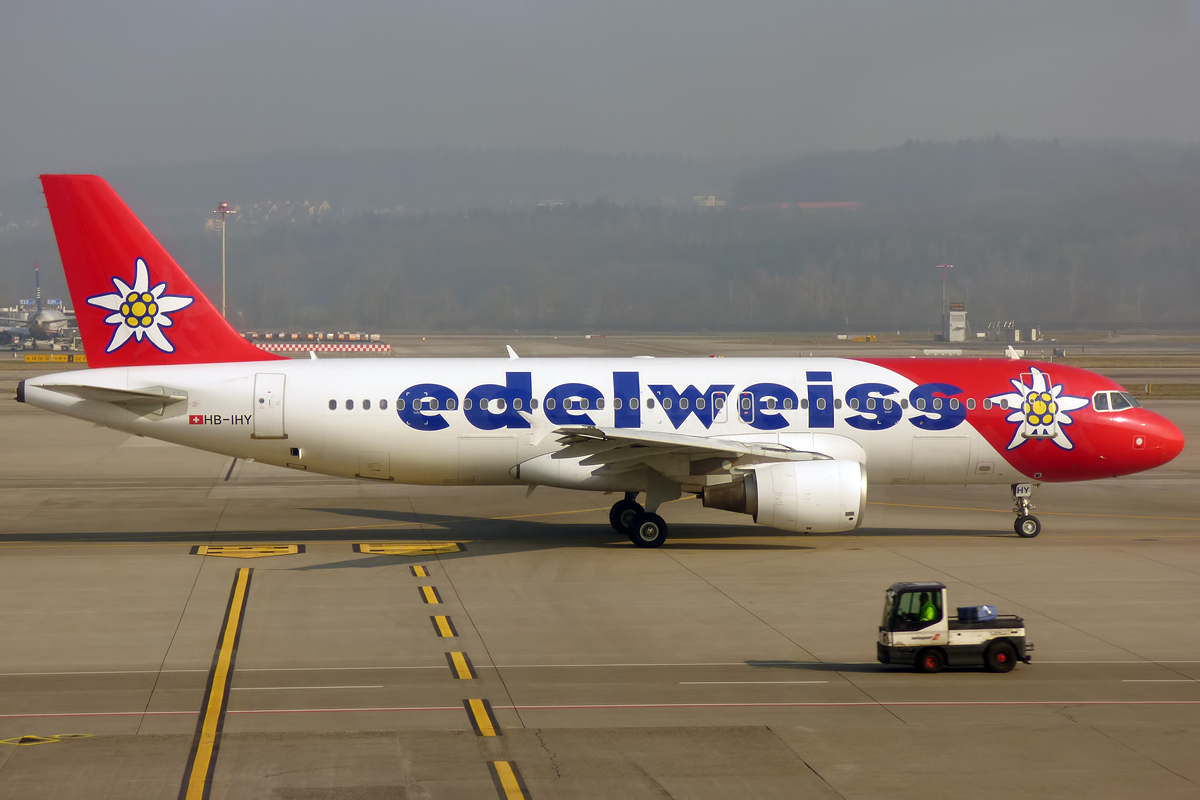
Airbus A320 mit dem Kennzeichen HB-IHY

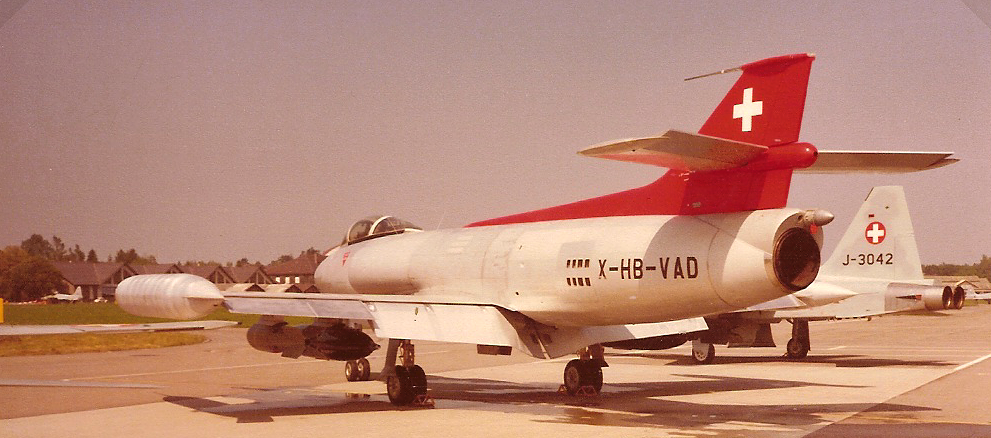
FFA P-16 mit dem Kennzeichen X-HB-VAD

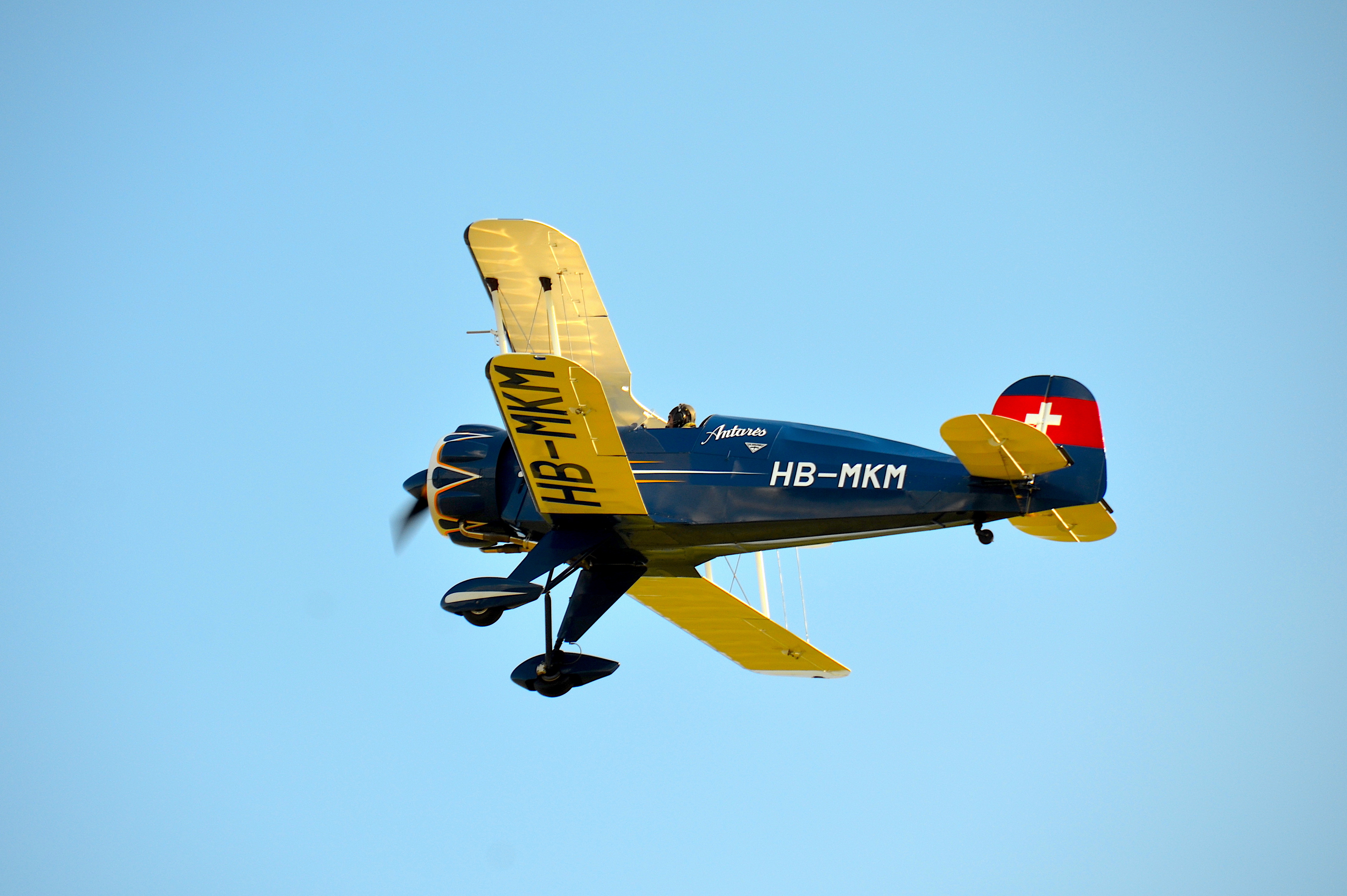
Kunstflugzeug Doflug Bü-133C Jungmeister mit dem Kennzeichen HB-MKM (2016)

### Zivil
In der Schweiz heißt das Staatszugehörigkeitszeichen offiziell Hoheitszeichen. Es besteht aus den Buchstaben HB und dem Wappen der Schweizerischen Eidgenossenschaft. Zudem wären gemäß ITU-Radiotelephonie auch für die Luftfahrt die Buchstaben HE für die Schweiz reserviert, da aktuell keine Transpondercodes der ICAO (24 BIT Aircraft Address) für diesen Bereich zugewiesen worden sind, ist keine aviatische Nutzung von HE angedeutet. Aufbau und Gestaltung des Kennzeichens ist in der Verordnung über die Kennzeichen der Luftfahrzeuge (VKZ) geregelt.
Bei zivilen Luftfahrzeugen besteht das Kennzeichen aus dem Hoheitszeichen HB gefolgt von einem Bindestrich und dem Eintragungszeichen. In der Schweiz ist der amtliche Begriff Luftfahrzeugkennzeichen. Umgangssprachlich werden auch die Begriffe Registration und Immatrikulation verwendet.
Die Luftfahrzeugkennzeichen werden in der Schweiz vom Bundesamt für Zivilluftfahrt (BAZL) vergeben. Alle aktiven Luftfahrzeuge können im Luftfahrzeugregister abgefragt werden (siehe Abschnitt Weblinks). Bis 2023 war jedes Eintragungszeichen nur einmal an ein einzelnes Luftfahrzeug vergeben. Wegen Knappheit werden seit 2023 Eintragungszeichen, die länger als 10 Jahre gelöscht sind, neu vergeben. Ausnahmen bilden dabei verunfallte Luftfahrzeuge mit Todesfolge.
Bei Flugzeugen, Helikoptern, Ballonen und Luftschiffen besteht das Eintragungszeichen aus drei Buchstaben. Der erste Buchstabe des Eintragungszeichens enthält Informationen über die Art des Luftfahrzeugs:
- HB-A Zweimotorige Turboprops von 5,7 bis 15 Tonnen, seit 2019 auch andere Verkehrsflugzeuge (da I und J aufgebraucht)
- HB-B Ballone (Heißluft und Gas)
- HB-C Einmotorige Cessna unter 5,7 Tonnen (C150 bis C210)
- HB-D Andere einmotorige unter 5,7 Tonnen
- HB-E Auf Antrag für Beech und Robin
- HB-F Flugzeuge aus Schweizer Produktion (Pilatus PC-6, PC-12)
- HB-G Zweimotorige unter 5,7 Tonnen (BE45/50/55/58/60/65/76/90/10/20, AC60/69/85 und andere)
- HB-H Einmotorige Flugzeuge aus Schweizer Produktion unter 5,7 Tonnen (DO27, FFA Bravo, Dätwyler MD, Pilatus PC-7 & PC-9 & PC-21)
- HB-I Flugzeuge über 15 Tonnen (einschließlich DC-3)
- HB-J Flugzeuge über 15 Tonnen, wenn HB-I aufgebraucht ist (einschließlich DC-3)
- HB-K Einmotorige Flugzeuge unter 5,7 Tonnen (Beech, Robin, SOCATA, Slingsby, AC12/14, Beagle 121)
- HB-L Zweimotorige Flugzeuge unter 5,7 Tonnen (PA23/24/30/31/34/42/44/60, P68, BN2, DHC6, C303/310/320/335/337/340/401/402/404/414, C421/425/441)
- HB-M Kunstflugzeuge
- HB-N Einmotorige Piper unter 5,7 Tonnen, wenn HB-P aufgebraucht ist
- HB-O Auf Antrag für einmotorige Piper
- HB-P Einmotorige Piper unter 5,7 Tonnen
- HB-Q Ballone, wenn HB-B aufgebraucht ist
- HB-R Oldtimer und spezielle
- HB-S Einmotorige Zweiplätzer unter 5,7 Tonnen
- HB-T Einmotorige Cessna unter 5,7 Tonnen, wenn HB-C aufgebraucht ist. Von Ende 2024 bis Ende 2026 erhält die Schweizerische Rettungsflugwacht 21 Helikopter des Typs Airbus H145 D3. Sie tragen die 21 aufeinanderfolgenden Kennzeichen beginnend mit HB-TIA, -TIB, -TIC usw.
- HB-U Einmotorige unter 5,7 Tonnen aus deutscher, italienischer oder Ostblock-Produktion
- HB-V Business-Jets unter 15 Tonnen
- HB-W Ecolight
- HB-X Helikopter
- HB-Y Experimental
- HB-Z Helikopter, wenn HB-X aufgebraucht ist
- X-HB- Sonderkennzeichen. Nur wenig verwendet, z. B. für die zwei FFA P-16 X-HB-VAC (vormals militärisches Kennzeichen J-3004) und X-HB-VAD (vorher J-3005).

Segelflugzeuge und Motorsegler tragen als Eintragungszeichen eine fortlaufende Zahl. Motorsegler erhalten ein Eintragungszeichen aus dem Bereich von HB-2000 bis HB-2999, bei den reinen Segelflugzeugen wurde dieser Bereich entsprechend übersprungen. Ecolight-Motorsegler sind dem Bereich über HB-5500 zugeordnet. Anfang 2009 stand der Zähler bei HB-2453, HB-3430 und HB-5505.

### Militärisch

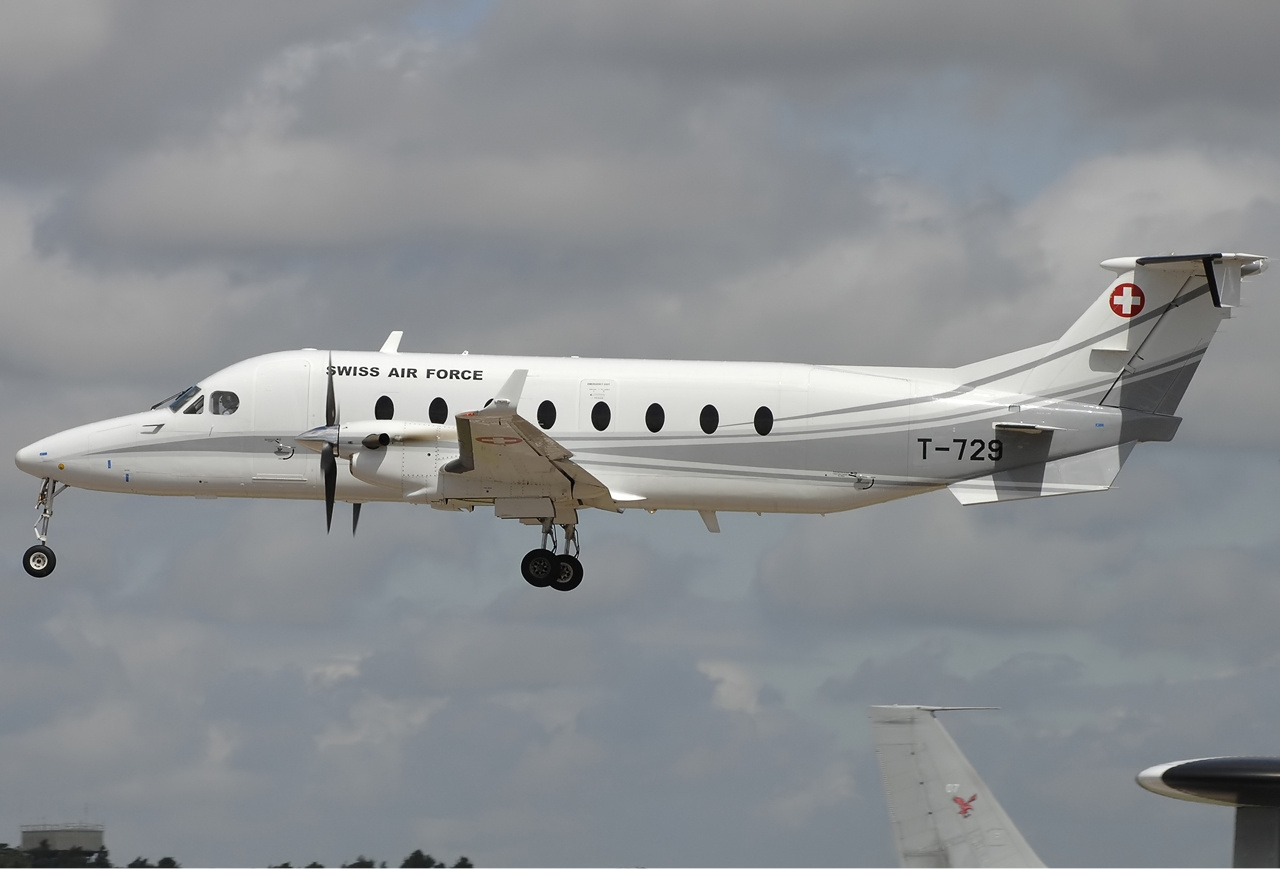
Beechcraft 1900 mit dem Kennzeichen T-729

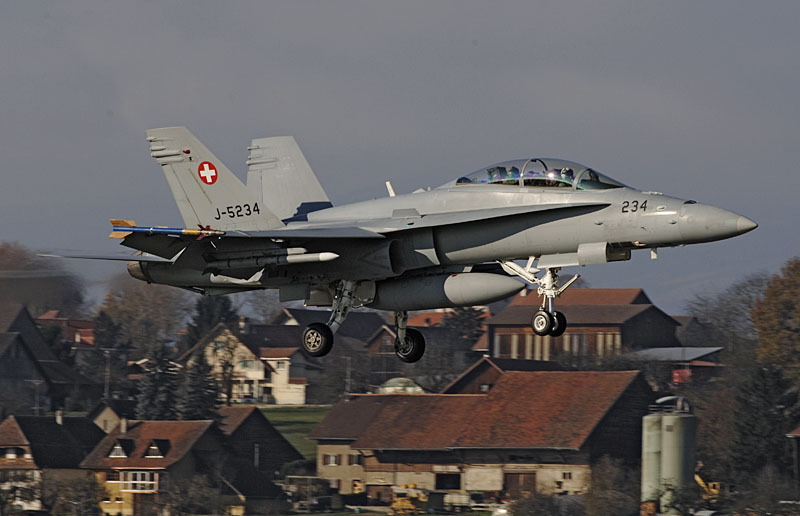
F/A-18D mit dem Kennzeichen J-5234

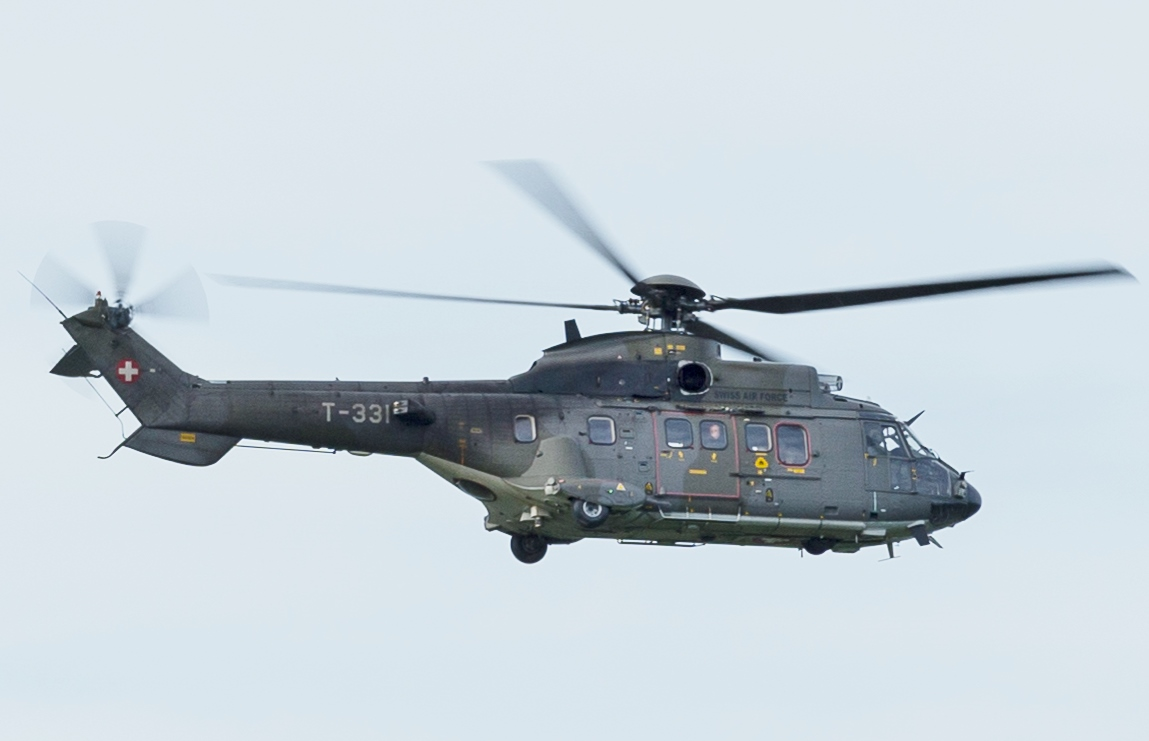
Aérospatiale AS 332 Cougar mit dem Kennzeichen T-334

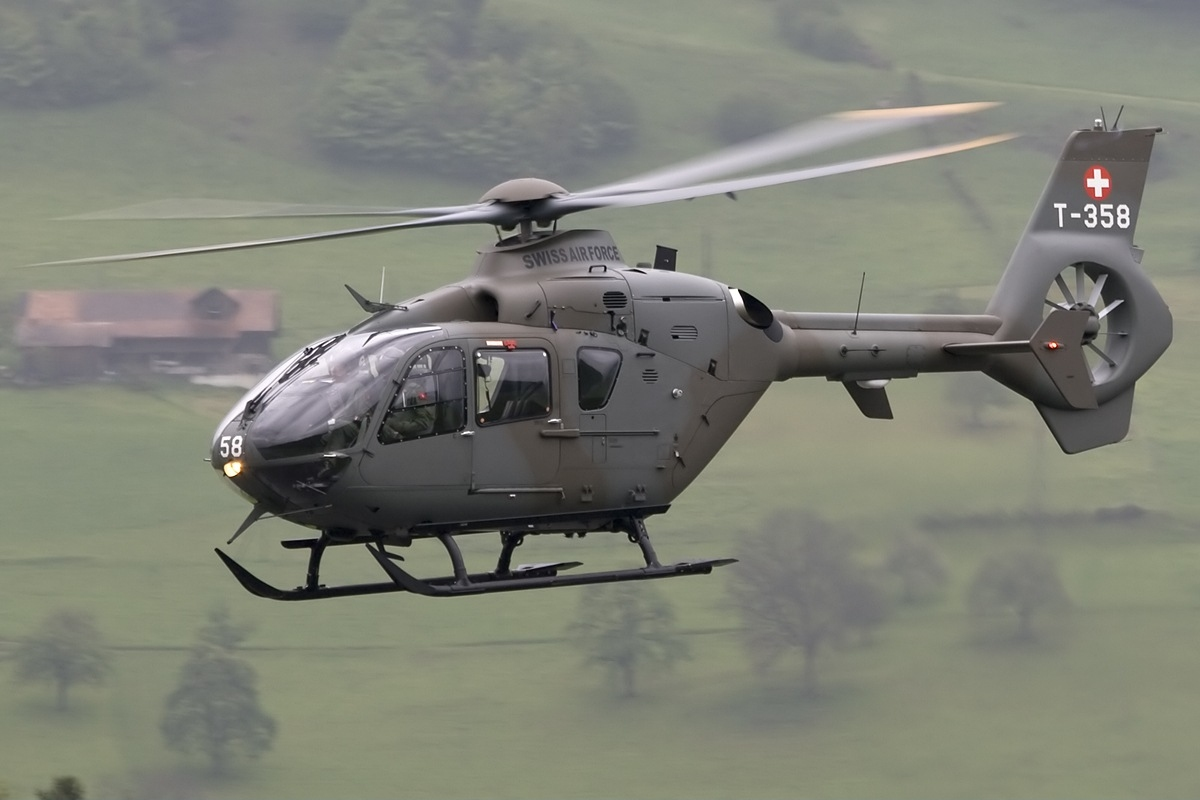
Eurocopter EC 635 mit dem Kennzeichen T-358

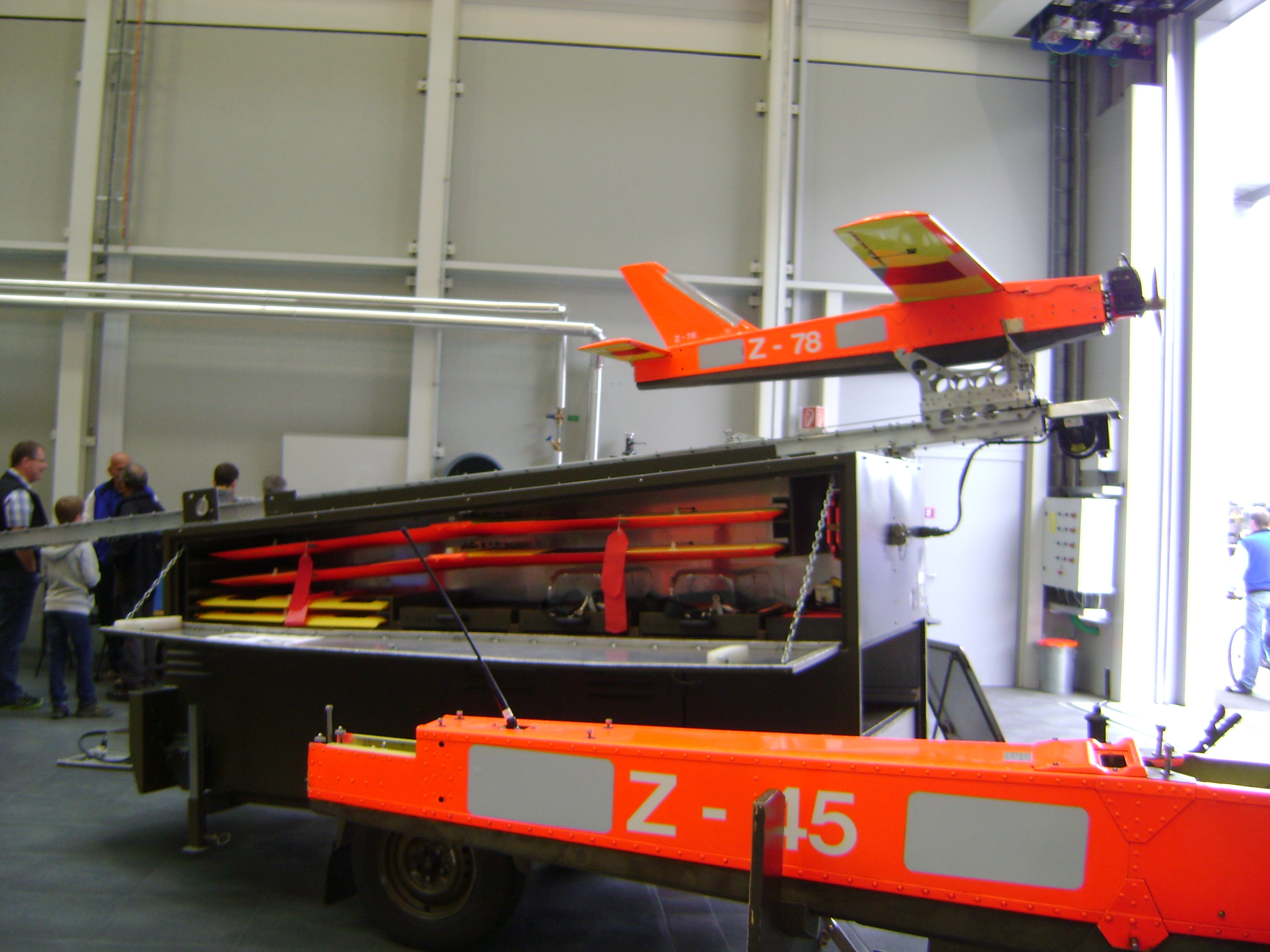
KZD 85 (Kleinzieldrohne 1985) mit den Kennzeichen Z-78 und Z-45

1936 wurde ein neues Bezeichnungssystem bei der damaligen Flugwaffe eingeführt. Ein vor die bestehende Nummer gestellter Buchstabe gab nun Auskunft über den Verwendungszweck der Maschine. Die Nummern wurden weiter in Gruppen den Typen zugeteilt. Einige wenige Flugzeuge wurden während ihrer Dienstzeit umnummeriert. Davon waren die Pilatus P-2 und die Maschinen der KAB-Reihe betroffen.
| Präfix | Bedeutung                      | Hinweise                                                                                                |
| ------ | ------------------------------ | --- |
| A      | Ausbildung                     | Ausbildung und Training von Piloten                                                                     |
| B      | Bomber                         | Flugzeug für Bodenangriffe                                                                              |
| C      | Zieldarstellung (Cible de tir) | Bemanntes Luftfahrzeug                                                                                  |
| D      | Drohne                         | ferngesteuerte Kleinflugzeuge, zum Beispiel für die Grenzüberwachung                                    |
| J      | Jäger                          | Kampfflugzeug                                                                                           |
| KAB    | Kampfbeobachtung               | |
| R      | Reconnaissance                 | Aufklärungsflugzeug (z. B. Mirage IIIRS)                                                                |
| T      | Transport                      | |
| U      | Umschulung                     | Übergang von einem Turboprop-Trainingsflugzeug auf ein Kampfflugzeug                                    |
| V      | Verbindung                     | |
| X      | Trainings-Mock-up              | nicht flugfähiges Modell, um in der Ausbildung des Wartungspersonals technische Störungen zu simulieren |
| Z      | Zieldarstellung                | Drone                                                                                                   |

Diese Buchstaben werden durch eine Reihe mit zwei bis vier Ziffern ergänzt. Bei Kampfflugzeugen sind vier Ziffern üblich. Die erste Ziffer ergibt den Flugzeugtyp. Die nächsten drei sind für den Subtyp und die einzelnen Flugzeuge, mit der ersten und zweiten teilweise für den Subtyp; und die dritte und vierte für die einzelnen Flugzeuge. In den folgenden Beispielen als „X“ gekennzeichnet: Die einzelnen Flugzeug.
- Mirage IIIBS = J-200x
- Mirage IIIDS = J-201x
- Mirage IIIRS = R-21xx
- Mirage IIIC = J-22xx
- Mirage IIIS = J-23xx
- F-5E = J-30xx (zuvor für die FFA P-16 verwendet Serien), der Einsitzer
- F-5F = J-32xx, der Doppelsitzer
- Hawker Hunter J-40xx / 41xx (J-4001 bis J-4152)
- Hawker Hunter Trainer J-42xx

Beim aktuellen Flottenbestand unterscheidet sich die Kennzeichnung Einsitzer zu Doppelsitzer der Typen F-5 und F/A-18 wie folgt:
- J-3001 bis J-3098 sind F-5E (Einsitzer)
- J-3201 bis J-3212 sind F-5F (Doppelsitzer)
- J-5001 bis J-5026 sind F/A-18C (Einsitzer)
- J-5231 bis J-5238 sind F/A-18D (Doppelsitzer)

Die meisten Flugzeuge (Pilatus PC-6, Pilatus PC-7, Pilatus PC-9, Pilatus PC-21, DA42) und die Helikopter (Super Puma, Cougar EC635) haben drei Ziffern. Diese folgen ein weitgehend ähnliches Muster auf die vierstellige Zahl.
- PC-6 = V-6xx
- PC-7 = A-9xx
- PC-9 = C-4xx
- PC-21 = A-1xx

Transportluftfahrzeuge tragen als erste Ziffer eine „3“ für Hubschrauber, und eine „7“ für Starrflügler.
- Transportflugzeuge = T-7XX
- Helikopter = T-3xx

Zieldrohnen haben nur zwei Ziffern.
Die Bezeichnung „KAB“ wird nicht mehr verwendet. Kennzeichen von ausgemusterten Luftfahrzeugen wurden teilweise wieder verwendet. z. B. FFA P-16 J-3003 und Northrop F-5E Tiger J-3003.

### Geschichte des Hoheitszeichens „HB“

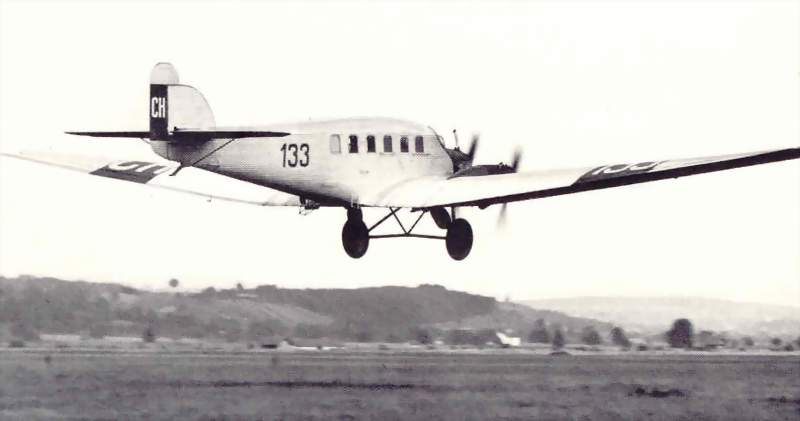
Historisches Bild einer Junkers G 23 mit dem Kennzeichen CH133. (Aufnahme um 1925)

Vor 1932 bestand das Kennzeichen von Schweizer Luftfahrzeugen aus dem Hoheitszeichen CH (für Confoederatio Helvetica), gefolgt von einer Zahl. Mit dem Beitritt der Schweiz zum überarbeiteten Luftfahrtabkommen von Paris wurde der Schweiz das Hoheitszeichen HB zugewiesen.
Am 13. Oktober 1919 wurde in Paris von den Siegermächten der Pariser Friedenskonferenz ein internationales Luftfahrtabkommen verabschiedet. Es wies aus Sicht der anderen Staaten gravierende Mängel auf, weshalb viele Staaten, darunter auch die Schweiz, nicht beitraten. 1932 wurde das Abkommen an einer Konferenz überarbeitet, die vom 10. bis 15. Juni in Paris tagte. Teil nahmen neben den Vertragsstaaten von 1919 noch weitere 17 Staaten, darunter auch die Schweiz. Die überarbeitete Fassung wurde einstimmig gutgeheißen und anschließend auch von allen Teilnehmerstaaten ratifiziert, außer von Persien, welches den Vertrag kündigte. Das überarbeitete Abkommen trat am 17. Mai 1933 in Kraft. Der Beitritt zum überarbeiteten Pariser Luftfahrtabkommen wurde am 18. Juni 1934 von der Bundesversammlung ratifiziert (SR: 13. Juni, NR: 18. Juni). Das Abkommen trat für die Schweiz am 1. Oktober 1934 in Kraft, 1944 abgelöst durch das Abkommen über die internationale Zivilluftfahrt, das – mit einigen Überarbeitungen – bis heute in Kraft ist.
In Anhang A des überarbeiteten Pariser Luftfahrtabkommens wird festgehalten, dass das Funkrufzeichen eines Flugzeugs identisch ist mit seinem Kennzeichen. Dieses wiederum sollte aus fünf Buchstaben bestehen, wobei der erste oder die ersten beiden Buchstaben das Hoheitszeichen bilden. Bereits im Internationalen Radiotelegraphievertrag von Washington vom 25. November 1927 war aber jedem Land für die Rufzeichen seiner Funkstationen ein Buchstabenblock zugeteilt worden, der ausdrücklich auch für die Bordfunkstationen von Flugzeugen galt. Die Schweiz konnte nach diesem Abkommen über den Block HBA–HBZ verfügen. Folglich wurde im Anhang A des überarbeiteten Pariser Luftfahrtabkommens für die Schweiz das Hoheitszeichen HB festgelegt.
Der Grund, weshalb der Schweiz an der Washingtoner Konferenz von 1927 das Rufzeichen HB zugewiesen wurde, ist nicht überliefert. Die Vermutung liegt nahe, dass die Schweiz einen Buchstabenblock mit H wie Helvetia gewünscht hat, als zweitbeste Wahl, da das in anderen Bereichen übliche CH im Buchstabenblock von Kanada lag und daher nicht möglich war. Weder wird im Vertrag die Zuordnung begründet, noch erklärt die Botschaft des Bundesrats die Entscheidung.
Legenden und Erklärungsversuche
Eine Blockierung von CH durch Chile hat es nicht gegeben, da im Washingtoner Radiotelegraphievertrag von 1927 der Buchstabenblock CF–CK Kanada zugeordnet wurde, welches als Hoheitszeichen CF wählte. Aus dem ihm zugeteilten Block CA–CE wählte Chile das Hoheitszeichen CC.
Eine andere Erklärung lautet, dass HB für Helvetischer Bund stehe, jedoch gab es nie eine Vereinigung mit dieser Bezeichnung. Die Übersetzung von Confoederatio Helvetica mit Helvetischer Bund ist historisch nicht haltbar, da die lateinische Bezeichnung 1848 gleichzeitig mit dem deutschen Namen Schweizerische Eidgenossenschaft eingeführt wurde. Darüber hinaus ist es nicht plausibel, dass sich die viersprachige Schweiz als Hoheitszeichen eine deutschsprachige Bezeichnung gibt.
Nach einer durch Treibstoffmangel verursachten Notwasserung eines Swissair-Flugzeugs im Juni 1954 wurde scherzhaft verbreitet, dass HB als Gedächtnisstütze für die Piloten diene und für „Hesch Bänzin?“ (Hast Du Benzin?) stehe. Eine weitere beliebte Eselsbrücke für Lernende ist „Hohe Berge“.

## Liechtenstein

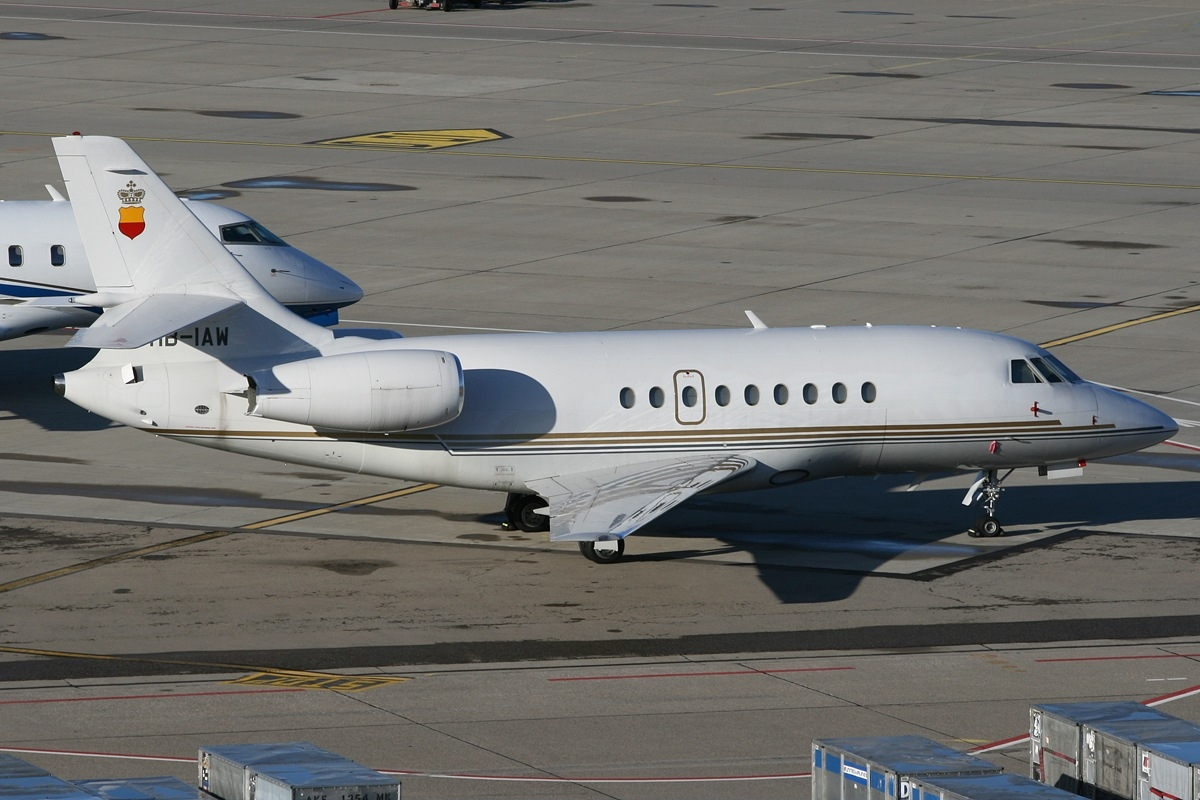
Eine Falcon 2000 mit HB-Kennzeichen und Liechtensteiner Wappen

Liechtenstein ist kein selbständiges ICAO-Mitglied, sondern lässt sich durch die Schweiz vertreten. Entsprechend tragen Liechtensteiner Luftfahrzeuge ein HB-Kennzeichen. Von Schweizer Luftfahrzeugen unterscheiden sie sich dadurch, dass sie als Hoheitszeichen nicht das Schweizerkreuz, sondern das kleine Staatswappen Liechtensteins, also das gold-rote Wappen des Liechtensteiner Fürstenhauses, tragen.

## USA

### Aufbau
US-amerikanische Luftfahrzeugkennzeichen bestehen aus dem Staatszugehörigkeitszeichen N und einem Eintragungszeichen. Abweichend von der ICAO-Norm werden die beiden Teile des Kennzeichens nicht durch einen Bindestrich getrennt.
Das Eintragungszeichen besteht aus maximal 5 Zeichen, wobei die beiden letzten sowohl Ziffern als auch Buchstaben sein können, die übrigen Zeichen nur Ziffern sein dürfen. Die erste Ziffer darf keine Null sein, die Buchstaben dürfen weder I noch O sein. Damit weicht dieses Eintragungszeichen von der ICAO-Norm ab, wonach das Eintragungszeichen aus – je nach Länge des Staatszugehörigkeitszeichens – 3 oder 4 Buchstaben bestehen soll.
Es sind also folgende Kennzeichenmuster möglich:
- N1
- N1A
- N1AB
- N12
- N12A
- N12AB
- N123
- N123A
- N123AB
- N1234
- N1234A
- N12345

### Kennzeichen vor 1949

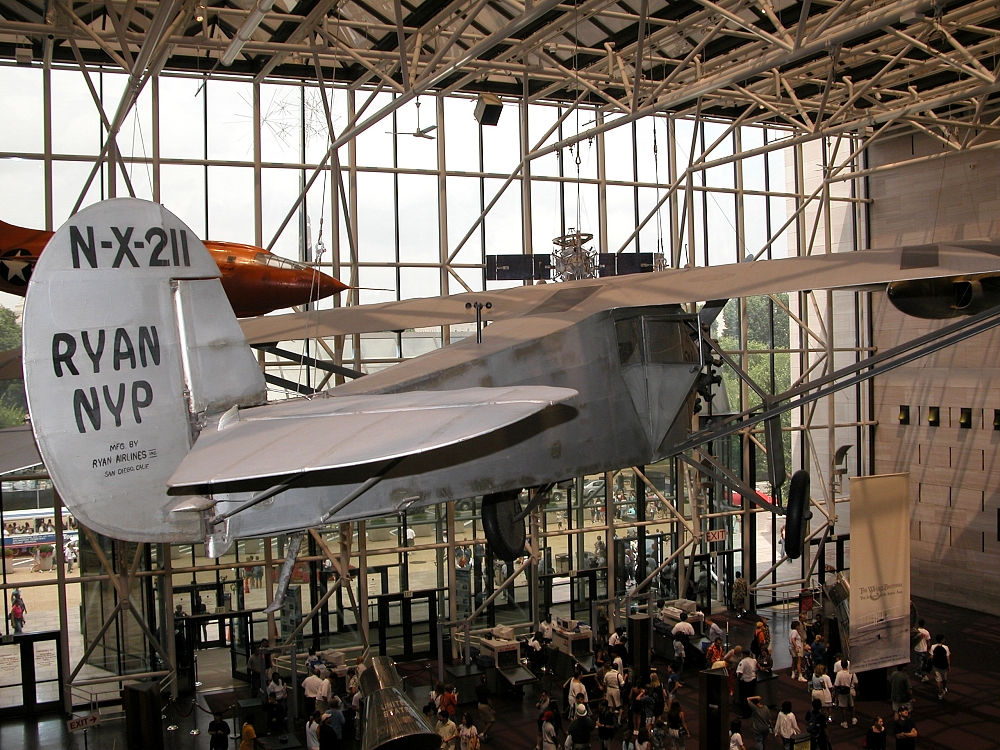
Die Spirit of St. Louis trug das Kennzeichen N-X-211, sie war also als Experimental zugelassen.

Bis zum 31. Dezember 1948 stand vor dem eigentlichen Eintragungszeichen noch ein zusätzlicher Buchstabe, der Informationen über das Luftfahrzeug enthielt. Seit 1949 enthält das Kennzeichen keinen solchen Buchstaben mehr. Historische Flugzeuge tragen ihn zwar teilweise noch, aber im offiziellen Register tritt er nicht mehr auf.
Dieser Buchstabe bedeutete folgendes:
- C = commercial[17]
- G = glider
- L = limited
- P = private
- R = restricted
- S = state
- X = experimental

Zum Beispiel lautete das Kennzeichen der Spirit of St. Louis NX211.

### Die Bedeutung von N
Das Staatszugehörigkeitszeichen N geht zurück auf die Londoner Radiotelegraphiekonferenz von 1912, an der zum ersten Mal die Kennungen der Funkstationen weltweit koordiniert wurden. Dabei wurden den USA für die Kennungen ihrer Funkstationen drei Buchstabenbereiche zugewiesen: N, W und KDA–KZZ. Die Pariser Luftfahrtkonferenz von 1919, an der zum ersten Mal ein international einheitliches Schema für die Luftfahrzeugkennzeichen festgelegt wurde, übernahm dann diese Einteilung.
Der Grund, weshalb den USA in London ausgerechnet diese drei Buchstabenbereiche zugeteilt wurden, ist nicht überliefert. Ebenso wenig ist der Grund überliefert, weshalb die USA dann für ihre Luftfahrzeugkennzeichen das N und nicht das W oder K wählten. Die wahrscheinlichste Erklärung für das N lautet, dass die USA 1912 das Rufzeichenpräfix der Navy übernahm, die damals bei der Entwicklung der drahtlosen Kommunikation führend war und deren Rufzeichen seit 1909 mit N begannen.
Bemerkenswert ist, dass die USA die Zuordnung der Konferenz von 1919 übernahmen, obwohl sie dem Abkommen nicht beitraten.

### Militärische Kennzeichen
Siehe hierzu auch:
Navy und Marine Corps benutzen grundsätzlich fortlaufende Seriennummern, die keine besondere Bedeutung aufweisen. Die seit 1923 verwendete Seriennummer der Air Force ist heute vier- oder fünfstellig (xxxx/xxxxx) und bei der Navy sechsstellig (xxxxxx), und sie erscheint ganz oder abgekürzt auf dem Leitwerk. Bei der U.S. Air Force enthielt das vollständige Kennzeichen früher ein Präfix, nämlich das zweistellige Geschäftsjahr (fiscal year) der US-Regierung, in welchem die Beschaffung des Flugzeuges beschlossen wurde. Zwischen dem Auftrag, dem Bau und schließlich dem Erstflug können mehrere Jahre liegen. Bei der U.S. Navy und dem Marine Corps lässt das Kennzeichen keinen Rückschluss auf das Alter des Flugzeugs zu. 1940 begann das Navy Bureau of Aeronautics mit der fünfstelligen Nummer 00001, und als die fünfstelligen Kennzeichen aufgebraucht waren, wurde die sogenannte Bureau Number (BuNo) sechsstellig.
Eine Ausnahme sind die Tank- und Transportflugzeuge der Air Force, die dem Air Mobility Command unterstellt sind und die Flugzeuge der United States Air Forces in Europe. Sie tragen auf dem Leitwerk eine fünfstellige Zahl, wovon die erste Ziffer die letzte Ziffer des Geschäftsjahres darstellt. Die C-17A mit „80201“ auf dem Heck ist also das Flugzeug Nummer 08-0201. In den Jahren 1962 bis 1965 vergab die Air Force mehr als 10.000 Seriennummern (vor allem für Raketen), weswegen bei AMC-/USAFE-Flugzeugen beide Ziffern des Geschäftsjahres durch die ersten beiden Ziffern der Seriennummer ersetzt wurden, um trotzdem eine fünfstellige Nummer zu bilden.
Die Fluggeräte der Küstenwache wurden 1936 mit einer dreistelligen, mit V101 beginnenden fortlaufenden Serie durchnummeriert. 1945 wurde das V durch eine 1 ersetzt, und so sind die Kennzeichen bis heute vierstellig. Seit 1969 tragen die Geschäftsflugzeuge, die von der Küstenwache betrieben, aber dem Finanzministerium unterstellt sind, eine eigene, mit 1 beginnende Kennzeichenserie.
Bei allen Teilen der US-Streitkräfte entstand in den späten 1940er und in den 1950er das Problem, dass viele während der Kriegsjahre beschaffte Flugzeuge älter als 10 Jahre und immer noch im Einsatz waren. Aus der am Flugzeug angebrachten Kennnummern war das Fiscal Year damit nicht mehr eindeutig erkennbar, und so erhielten derartige Flugzeuge der Air Force eine vorangestellte „0-“. Es ist ein verbreiteter Irrtum, die Null als Buchstabe O (für „obsolet“) zu lesen.
Die Luftfahrzeuge der U.S. Army verwenden ein yy-xxxxx-Schema, yy sind die letzten zwei Ziffern des Geschäftsjahres, in welchem das Fluggerät bestellt wurde; auf dem Heck sind die Ziffern xxxxx angebracht. Beginnend im Jahr 1967 wurde die Sequenz jährlich mit yy-15000 neu gestartet. 1971 begann eine fortlaufende Nummerierung mit yy-20000. Bei neueren Luftfahrzeugen wurde jedoch ein neues yy-tt-xxx-Schema eingeführt, wobei tt den Typ darstellt.
Typ und die dazugehörigen Nummern:
- AH-64 Apache: AH-64D 05, AH-64E 03
- CH-47 Chinook, ab dem CH-47F-Modell: 08
- UH-60 Black Hawk, ab dem UH-60M-Modell: 20
- UH-72A Lakota: 72

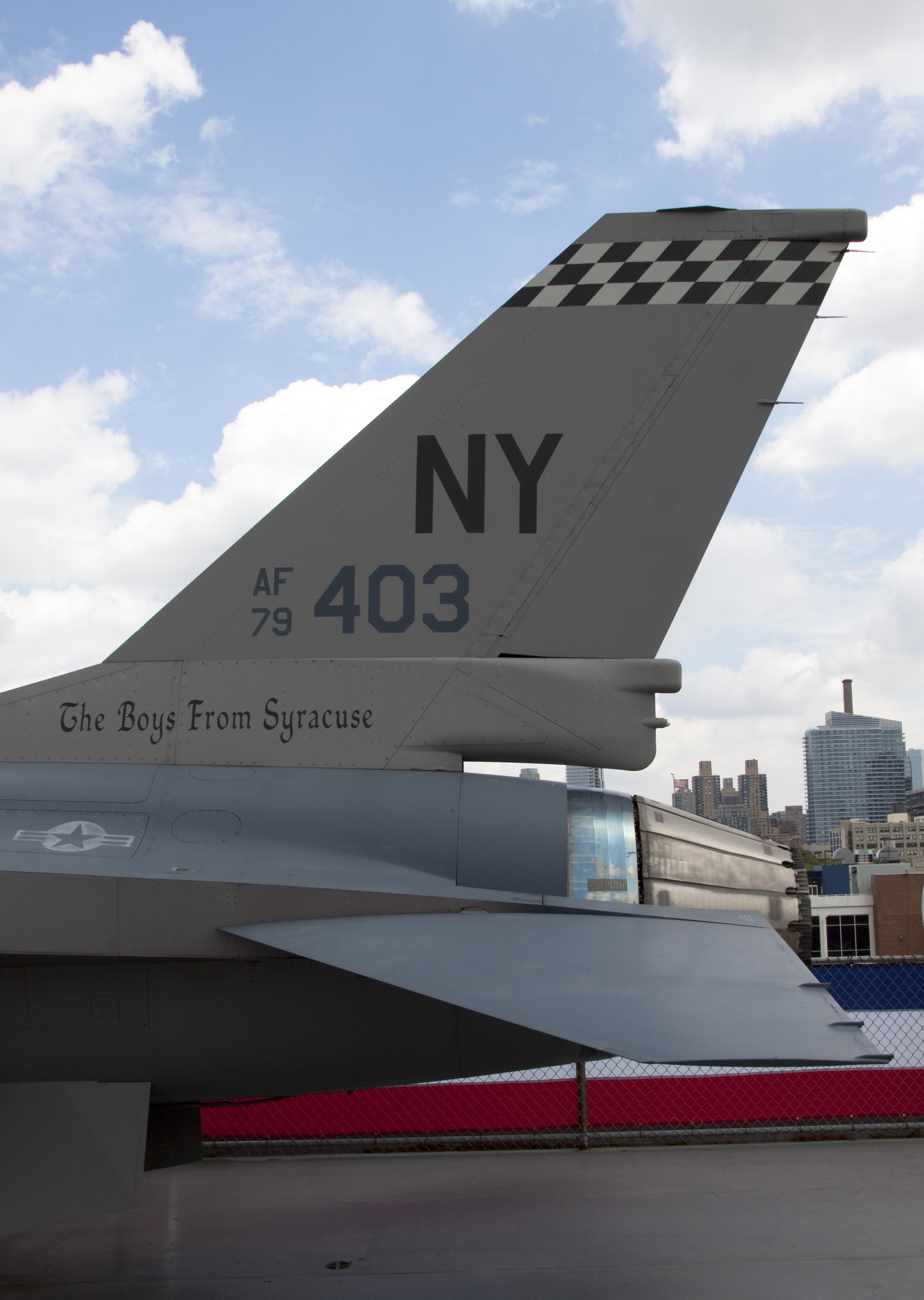
Air Force: Diese F-16 hat die vollständige Nummer 79-0403. Die heutige Präsentation des Air-Force-Kennzeichens wurde 1972 eingeführt.
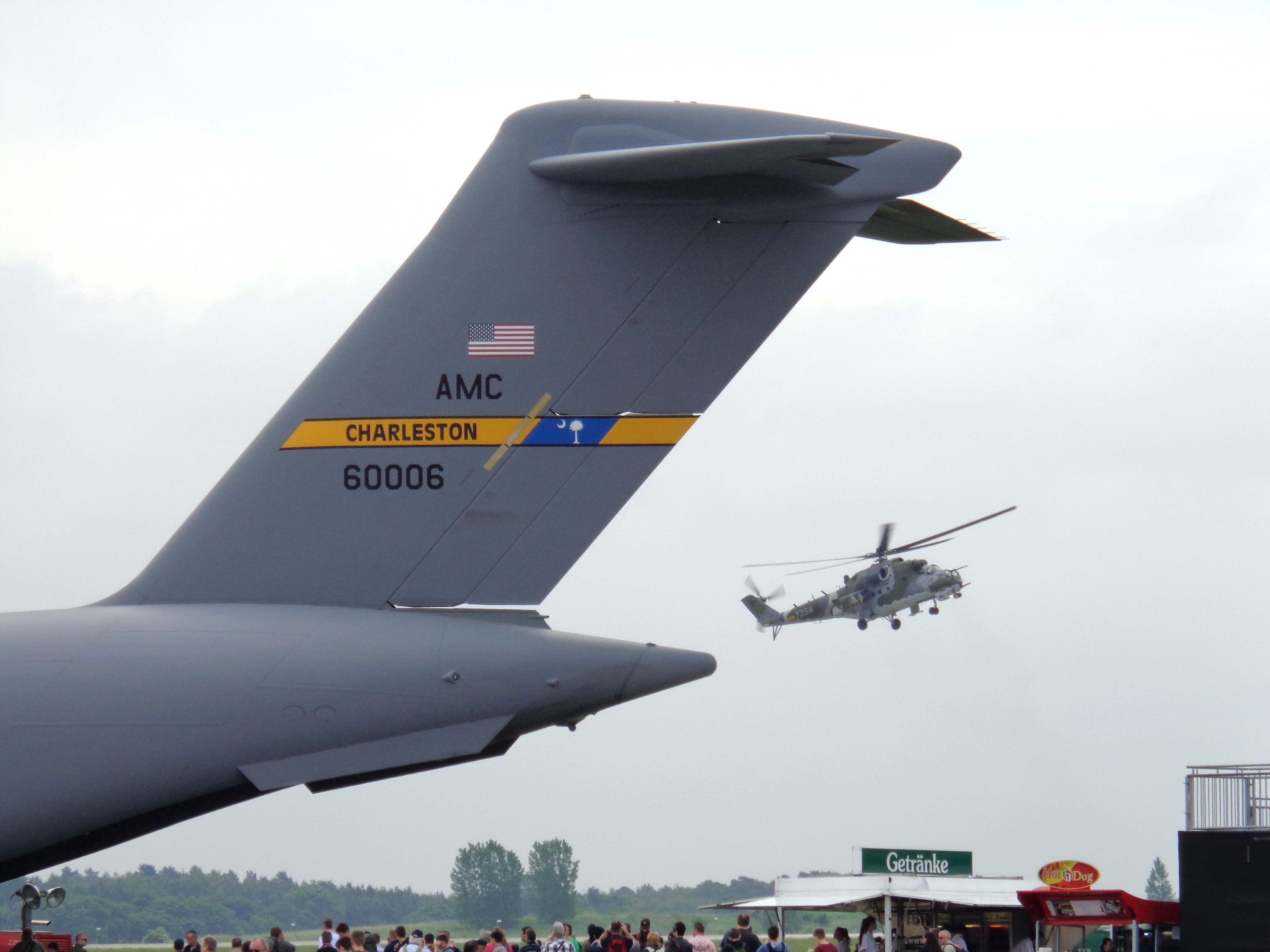
Air Force: C-17 Globemaster III „The Spirit of Berlin“ mit der Nummer 60006 (eigentlich 96-0006).
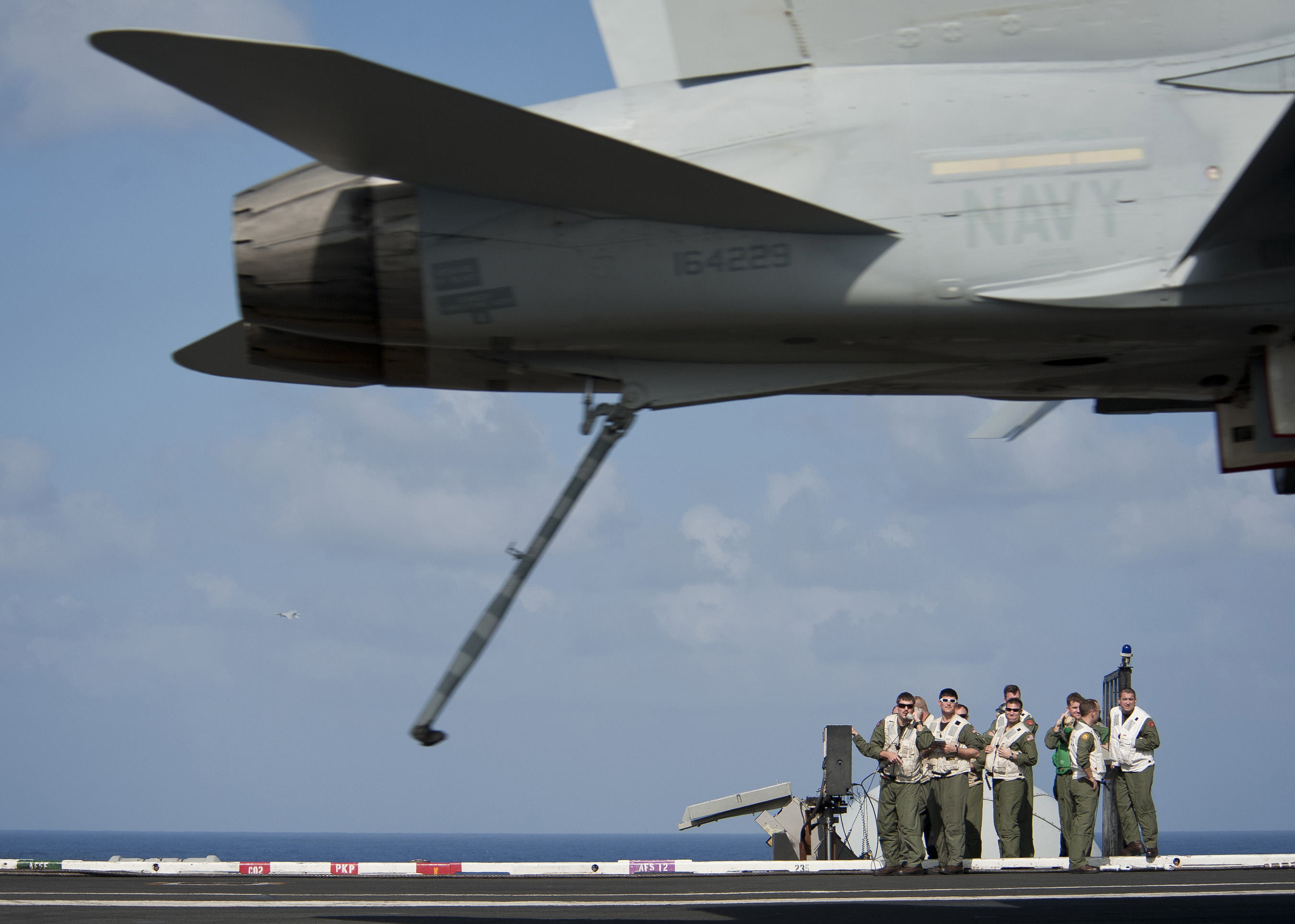
Navy: F/A-18C mit der Nummer 164229.
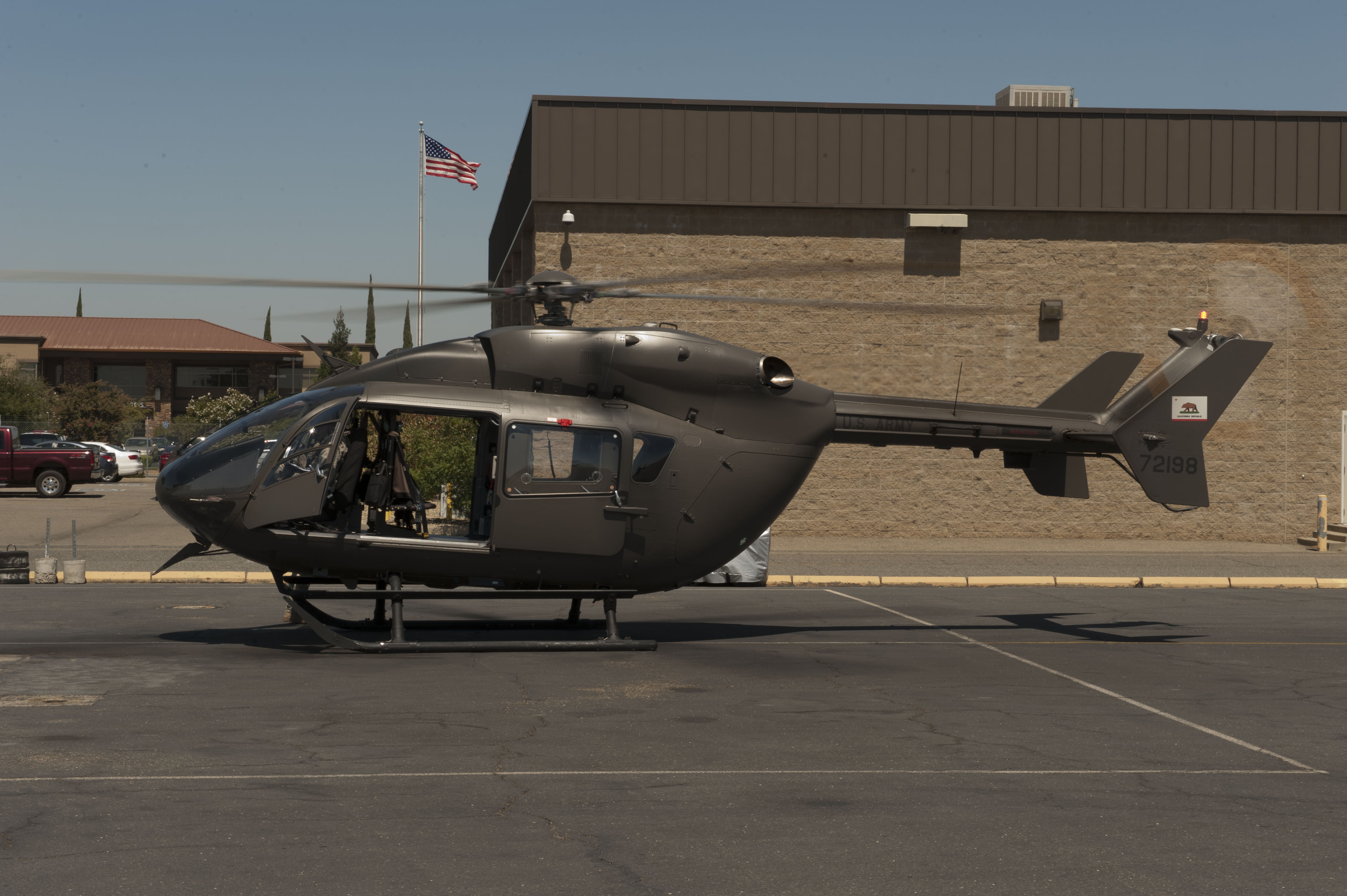
Army: UH-72 Lakota mit dem Kennzeichen 11-72198
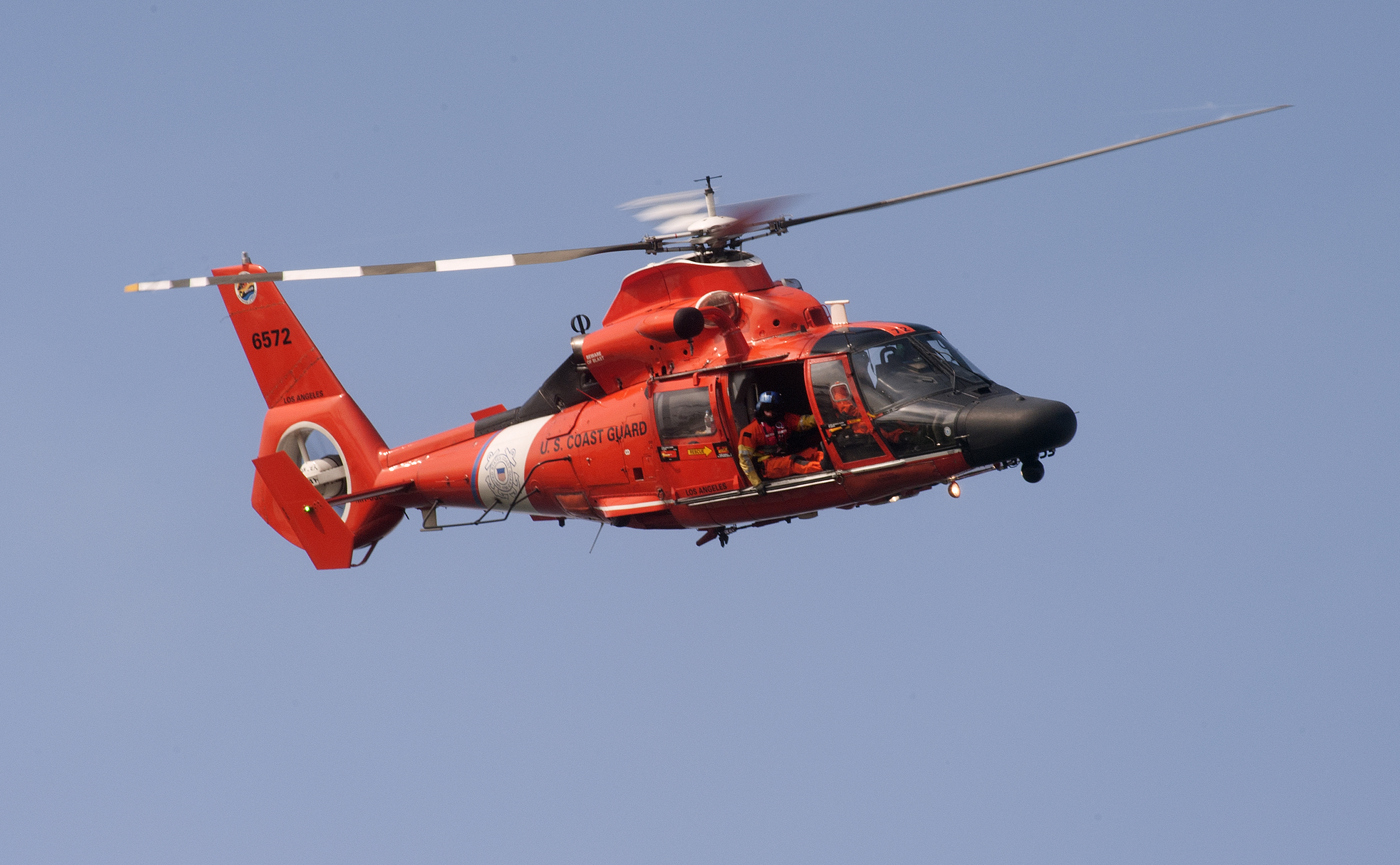
Ein MH-65-Helikopter der Küstenwache mit der Nummer 6572.
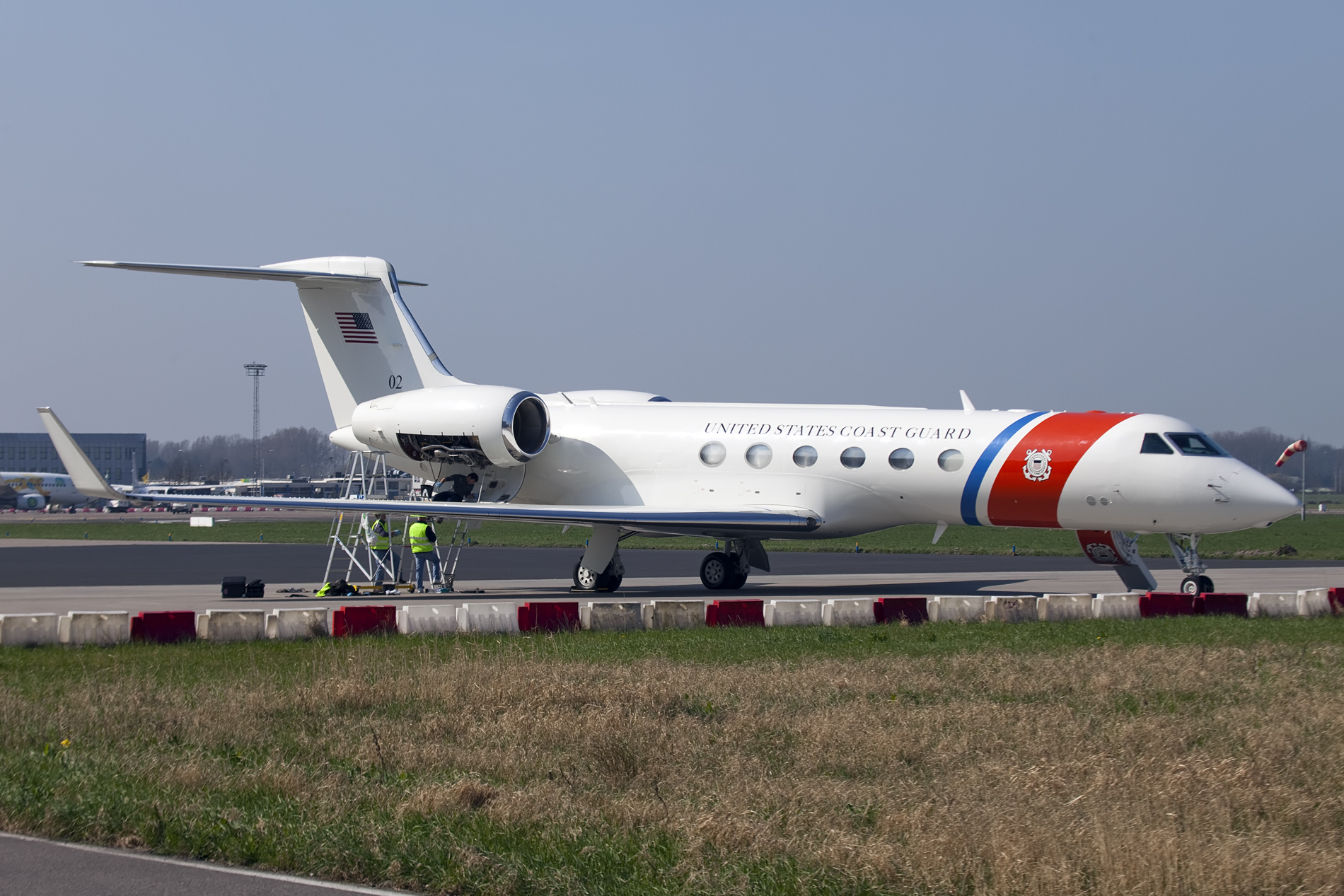
Eine Gulfstream G550 der Küstenwache mit dem Kennzeichen 02.

## Liste der Staatszugehörigkeitszeichen
Im Folgenden die Liste der Staatszugehörigkeitszeichen der zivilen Luftfahrzeuge in einer sortierbaren Tabelle.
| Staatszugehörigkeits- zeichen | Land                                                                                             |
| ----------------------------- | ------------------------------------------------------------------------------------------------ |
| YA                            | Afghanistan                                                                                      |
| SU                            | Ägypten                                                                                          |
| ZA                            | Albanien 2                                                                                       |
| 7T                            | Algerien                                                                                         |
| D2                            | Angola                                                                                           |
| VP-A                          | Anguilla (Vereinigtes Königreich)                                                                |
| V2                            | Antigua und Barbuda                                                                              |
| 3C                            | Äquatorialguinea                                                                                 |
| LQ, LV                        | Argentinien                                                                                      |
| EK                            | Armenien                                                                                         |
| P4                            | Aruba (Niederlande)                                                                              |
| 4K                            | Aserbaidschan                                                                                    |
| ET                            | Äthiopien                                                                                        |
| VH                            | Australien                                                                                       |
| C6                            | Bahamas                                                                                          |
| A9C                           | Bahrain                                                                                          |
| S2                            | Bangladesch                                                                                      |
| 8P                            | Barbados                                                                                         |
| EW                            | Belarus                                                                                          |
| OO                            | Belgien                                                                                          |
| V3                            | Belize                                                                                           |
| TY                            | Benin                                                                                            |
| VP-B, VQ-B                    | Bermuda (Vereinigtes Königreich)                                                                 |
| A5                            | Bhutan                                                                                           |
| CP                            | Bolivien                                                                                         |
| E7                            | Bosnien und Herzegowina                                                                          |
| A2                            | Botswana                                                                                         |
| PP, PR, PT, PU                | Brasilien                                                                                        |
| VP-L                          | Britische Jungferninseln (Vereinigtes Königreich)                                                |
| V8                            | Brunei Darussalam                                                                                |
| LZ                            | Bulgarien                                                                                        |
| XT                            | Burkina Faso                                                                                     |
| 9U                            | Burundi                                                                                          |
| VP-C                          | Cayman-Inseln (Vereinigtes Königreich)                                                           |
| CC                            | Chile                                                                                            |
| B                             | China einschließlich der Sonderverwaltungszonen Hongkong und Macau, sowie Taiwan                 |
| E5                            | Cookinseln                                                                                       |
| TI                            | Costa Rica                                                                                       |
| TU                            | Côte d’Ivoire                                                                                    |
| OY                            | Dänemark, einschließlich Färöer und Grönland                                                     |
| D                             | Deutschland                                                                                      |
| J7                            | Dominica 4                                                                                       |
| HI                            | Dominikanische Republik                                                                          |
| J2                            | Dschibuti                                                                                        |
| HC                            | Ecuador                                                                                          |
| YS                            | El Salvador                                                                                      |
| E3                            | Eritrea                                                                                          |
| ES                            | Estland                                                                                          |
| 3D                            | Eswatini                                                                                         |
| VP-F                          | Falklandinseln (Vereinigtes Königreich)                                                          |
| DQ                            | Fidschi                                                                                          |
| OH                            | Finnland                                                                                         |
| F                             | Frankreich, einschließlich (auch zum Teil ehemaliger) Überseeterritorien und Überseedepartemente |
| TR                            | Gabun                                                                                            |
| C5                            | Gambia                                                                                           |
| 4L                            | Georgien                                                                                         |
| 9G                            | Ghana                                                                                            |
| VP-G                          | Gibraltar (Vereinigtes Königreich)                                                               |
| J3                            | Grenada                                                                                          |
| SX                            | Griechenland                                                                                     |
| TG                            | Guatemala                                                                                        |
| 2                             | Guernsey                                                                                         |
| 3X                            | Guinea                                                                                           |
| J5                            | Guinea-Bissau                                                                                    |
| 8R                            | Guyana                                                                                           |
| HH                            | Haiti                                                                                            |
| HR                            | Honduras                                                                                         |
| VT                            | Indien                                                                                           |
| PK                            | Indonesien                                                                                       |
| YI                            | Irak                                                                                             |
| EP                            | Iran                                                                                             |
| EI, EJ                        | Irland                                                                                           |
| TF                            | Island                                                                                           |
| M                             | Isle of Man (vertreten durch das Vereinigte Königreich)                                          |
| 4X                            | Israel                                                                                           |
| I                             | Italien                                                                                          |
| 6Y                            | Jamaika                                                                                          |
| JA                            | Japan                                                                                            |
| 7O                            | Jemen                                                                                            |
| ZJ                            | Jersey (vertreten durch das Vereinigte Königreich)                                               |
| JY                            | Jordanien                                                                                        |
| XU                            | Kambodscha                                                                                       |
| TJ                            | Kamerun                                                                                          |
| C, CF                         | Kanada                                                                                           |
| D4                            | Kap Verde                                                                                        |
| UP                            | Kasachstan                                                                                       |
| A7                            | Katar                                                                                            |
| 5Y                            | Kenia                                                                                            |
| EX                            | Kirgisistan                                                                                      |
| T3                            | Kiribati 2                                                                                       |
| D6                            | Komoren                                                                                          |
| HJ, HK                        | Kolumbien                                                                                        |
| 9Q                            | Kongo, Demokratische Republik (Kinshasa)                                                         |
| TN                            | Kongo, Republik (Brazzaville)                                                                    |
| Z6                            | Kosovo                                                                                           |
| 9A                            | Kroatien                                                                                         |
| CU                            | Kuba                                                                                             |
| 9K                            | Kuwait                                                                                           |
| RDPL                          | Laos 1                                                                                           |
| 7P                            | Lesotho                                                                                          |
| YL                            | Lettland                                                                                         |
| OD                            | Libanon                                                                                          |
| A8                            | Liberia                                                                                          |
| 5A                            | Libyen                                                                                           |
| HB                            | Liechtenstein 5                                                                                  |
| LY                            | Litauen                                                                                          |
| LX                            | Luxemburg                                                                                        |
| 5R                            | Madagaskar                                                                                       |
| 7Q                            | Malawi                                                                                           |
| 9M                            | Malaysia                                                                                         |
| 8Q                            | Malediven                                                                                        |
| TZ                            | Mali                                                                                             |
| 9H                            | Malta                                                                                            |
| CN                            | Marokko                                                                                          |
| V7                            | Marshallinseln                                                                                   |
| 5T                            | Mauretanien                                                                                      |
| 3B                            | Mauritius                                                                                        |
| XA, XB, XC                    | Mexiko                                                                                           |
| V6                            | Mikronesien                                                                                      |
| ER                            | Moldawien                                                                                        |
| 3A                            | Monaco                                                                                           |
| JU                            | Mongolei                                                                                         |
| 4O                            | Montenegro                                                                                       |
| VP-M                          | Montserrat (Vereinigtes Königreich)                                                              |
| C9                            | Mosambik                                                                                         |
| XY, XZ                        | Myanmar                                                                                          |
| V5                            | Namibia                                                                                          |
| C2                            | Nauru                                                                                            |
| 9N                            | Nepal                                                                                            |
| ZK, ZL, ZM                    | Neuseeland                                                                                       |
| YN                            | Nicaragua                                                                                        |
| PH                            | Niederlande                                                                                      |
| PJ                            | Niederländische Antillen (Niederlande)                                                           |
| 5U                            | Niger                                                                                            |
| 5N                            | Nigeria                                                                                          |
| P                             | Nordkorea 1                                                                                      |
| Z3                            | Nordmazedonien                                                                                   |
| LN                            | Norwegen                                                                                         |
| A4O                           | Oman                                                                                             |
| OE                            | Österreich                                                                                       |
| 4W                            | Osttimor                                                                                         |
| AP                            | Pakistan                                                                                         |
| T8                            | Palau                                                                                            |
| HP                            | Panama                                                                                           |
| P2                            | Papua-Neuguinea                                                                                  |
| ZP                            | Paraguay                                                                                         |
| OB                            | Peru                                                                                             |
| RP                            | Philippinen 1                                                                                    |
| SP                            | Polen                                                                                            |
| CR, CS                        | Portugal                                                                                         |
| 9XR                           | Ruanda                                                                                           |
| YR                            | Rumänien                                                                                         |
| RA, RF                        | Russische Föderation 1                                                                           |
| H4                            | Salomonen                                                                                        |
| 9J                            | Sambia                                                                                           |
| 5W                            | Samoa                                                                                            |
| T7                            | San Marino                                                                                       |
| S9                            | São Tomé und Príncipe                                                                            |
| HZ                            | Saudi-Arabien                                                                                    |
| SE                            | Schweden                                                                                         |
| HB                            | Schweiz                                                                                          |
| 6V, 6W                        | Senegal                                                                                          |
| YU                            | Serbien                                                                                          |
| S7                            | Seychellen                                                                                       |
| 9L                            | Sierra Leone                                                                                     |
| Z                             | Simbabwe 1                                                                                       |
| 9V                            | Singapur                                                                                         |
| OM                            | Slowakei                                                                                         |
| S5                            | Slowenien                                                                                        |
| 6O                            | Somalia                                                                                          |
| EC                            | Spanien                                                                                          |
| 4R                            | Sri Lanka                                                                                        |
| VQ-H                          | St. Helena, Ascension und Tristan da Cunha (Vereinigtes Königreich)                              |
| V4                            | St. Kitts und Nevis                                                                              |
| J6                            | St. Lucia                                                                                        |
| J8                            | St. Vincent und die Grenadinen                                                                   |
| ZS, ZT, ZU                    | Südafrika                                                                                        |
| ST                            | Sudan                                                                                            |
| HL                            | Südkorea                                                                                         |
| PZ                            | Suriname                                                                                         |
| YK                            | Syrien                                                                                           |
| EY                            | Tadschikistan                                                                                    |
| 5H                            | Tansania                                                                                         |
| HS                            | Thailand                                                                                         |
| 5V                            | Togo                                                                                             |
| A3                            | Tonga                                                                                            |
| 9Y                            | Trinidad und Tobago                                                                              |
| TT                            | Tschad                                                                                           |
| OK                            | Tschechien                                                                                       |
| TS                            | Tunesien                                                                                         |
| TC                            | Türkei                                                                                           |
| EZ                            | Turkmenistan                                                                                     |
| VQ-T                          | Turks- und Caicosinseln (Vereinigtes Königreich)                                                 |
| T2                            | Tuvalu 3 4                                                                                       |
| 5X                            | Uganda                                                                                           |
| UR                            | Ukraine                                                                                          |
| HA                            | Ungarn                                                                                           |
| CX                            | Uruguay                                                                                          |
| N                             | USA, einschließlich Außengebiete                                                                 |
| UK                            | Usbekistan                                                                                       |
| YJ                            | Vanuatu                                                                                          |
| HV                            | Vatikanstadt 3 4                                                                                 |
| YV                            | Venezuela                                                                                        |
| A6                            | Vereinigte Arabische Emirate                                                                     |
| G                             | Vereinigtes Königreich                                                                           |
| XV                            | Vietnam                                                                                          |
| TL                            | Zentralafrikanische Republik                                                                     |
| 5B                            | Zypern                                                                                           |

### Zeichen multinationaler Organisationen
Die ICAO erlaubt, dass mehrere Staaten gemeinsam ein Luftfahrtunternehmen führen. Für solche internationalen Betreiber ist der Kennzeichenbereich 4YA–4YZ reserviert.
| Zeichen multinationaler Operatoren | Zeichen multinationaler Operatoren  |
| Zeichen                            | Operator                            |
| ---------------------------------- | ----------------------------------- |
| 4YB                                | Arab Air Cargo (Jordanien und Irak) |

### Sonderfälle

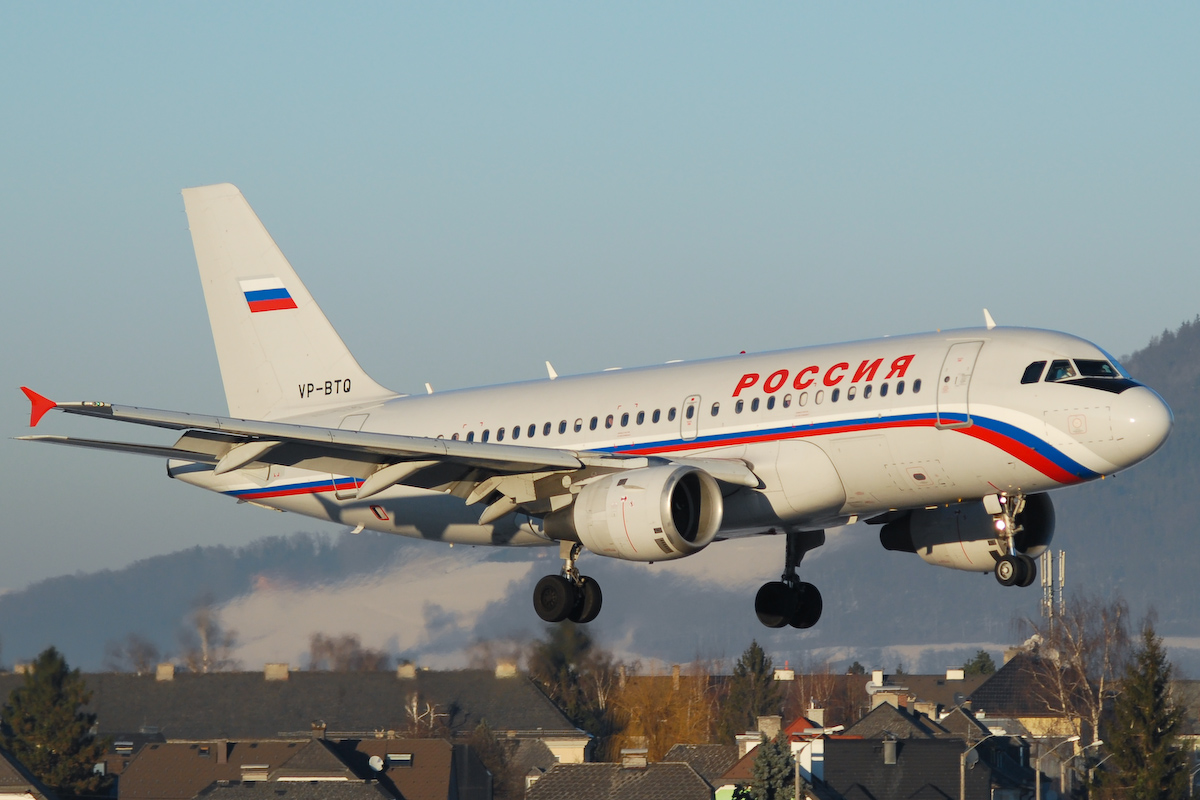
Flugzeug der russischen Fluggesellschaft Rossija mit bermudischem Kennzeichen (VP-B) und russischer Flagge

Sind der Halter (Operator) und der Eigentümer nicht im selben Staat ansässig, so wird das Flugzeug im Staat des Eigentümers registriert. Falls beide Staaten einverstanden sind, kann am Flugzeug anstelle der Flagge des Eigentümerstaates diejenige des Halterstaates aufgebracht werden.

#### Beispiele
- Flugzeuge russischer Luftfahrtunternehmen gehören oft ausländischen Leasingfirmen. Zur ausländischen Registrierung tragen sie dann oft die russische Flagge.

### Obsolete Staatszugehörigkeitszeichen
| Zeichen | Land               | Zeitraum                                        |
| ------- | ------------------ | ----------------------------------------------- |
| DDR     | DDR                | 1950–1956, 1981–1990                            |
| DM      | DDR                | 1956–1981                                       |
| YM      | Freie Stadt Danzig | bis 1939                                        |
| VR-H    | Hongkong           | bis 1997 (seither B-)                           |
| 4W      | Nordjemen          | 1967–1990                                       |
| CH      | Schweiz            | bis 1932 (seither HB-)                          |
| СССР 1  | Sowjetunion        | bis 1991 (teilweise bis Mitte der 1990er-Jahre) |

## Staatszugehörigkeitszeichen vor 1932
Bereits im Pariser Luftfahrtabkommen von 1919 war ein System zur Kennzeichnung der Flugzeuge festgelegt worden, durch ein Staatszugehörigkeitszeichen gefolgt von einem nationalen Eintragungszeichen. Dabei waren die Staatszugehörigkeitszeichen übernommen worden, die von der Londoner Radiotelegraphiekonferenz von 1913 für die Kennzeichnung von Funkstationen festgelegt worden waren. Diese Bestimmung war aber natürlich nur für die damaligen Vertragsstaaten wirksam.
Eine Ausnahme bildete das Deutsche Reich. Als Verlierernation des Ersten Weltkriegs war es bei der Vergabe der Hoheitszeichen von der dafür zuständigen CINA (Convention Internationale portant Réglementation de la Navigation aérienne) schlichtweg übergangen worden. Da der Buchstabe „D“ von der CINA aber nicht anderweitig vergeben wurde, wurde er kurzerhand eigenmächtig zum Hoheitszeichen bestimmt. Das nachfolgende Erkennungszeichen, gleichzusetzen mit dem Eintragungszeichen, bestand aus einer aufsteigenden Zahlenfolge, beginnend mit der Ziffer „1“. Allerdings waren diese ab 1919 verwendeten Kennzeichen nur provisorischer Natur; die eigentliche Luftfahrzeugrolle erhielt erst mit dem Inkrafttreten des Versailler Vertrags am 10. Januar 1920 offiziellen Charakter. Der Bindestrich selbst wurde zwar verwendet, war anfangs aber nicht Bedingung, so dass auch Kennzeichen mit einer Leerstelle oder einem Punkt zwischen Buchstabe und Zahlenkombination existierten. Erst im Juli 1930 wurde nach dem Erreichen einer vierstelligen Zahlenreihe ein horizontaler Trennbalken Vorschrift. Das Kennzeichen wurde vom Reichsamt für Luft- und Kraftfahrzeugwesen vergeben, was teilweise auch mehrfach erfolgen konnte, beispielsweise wenn Fluggeräte bei Notlandungen schwer beschädigt und deshalb vorübergehend aus der Luftfahrtzeugrolle ausgetragen, nach erfolgreicher Reparatur aber wieder zugelassen wurden. Das numerische Erkennungszeichen erwies sich nach einiger Zeit als unzweckmäßig, weshalb am 20. März 1934 verfügt wurde, es durch einen Buchstabencode zu ersetzen. Die vor diesem Zeitpunkt zugelassenen Fluggeräte wurden dementsprechend umregistriert. Das letzte bekannte numerische Kennzeichen D-3463 wurde im März 1934 vergeben. Eine Ausnahme bildete das dreimal vergebene Kennzeichen D-2600, das für die persönlichen Reiseflugzeuge Adolf Hitlers reserviert war und noch nach 1934 Verwendung fand.
Als 1932 das Luftfahrtabkommen überarbeitet wurde, wurde das Schema von 1919 für den Aufbau der Kennzeichen beibehalten. Die Staatszugehörigkeitszeichen wurden aber basierend auf dem Washingtoner Radiotelephonieabkommen von 1927 neu zugewiesen.
| Staatszugehörigkeits- zeichen | Land                                                  |
| ----------------------------- | ----------------------------------------------------- |
| B-A                           | Albanien                                              |
| R-Zahlen                      | Argentinien                                           |
| 0 G-AU                        | Australien                                            |
| O-B                           | Belgien                                               |
| C-B                           | Bolivien                                              |
| P-B                           | Brasilien                                             |
| G                             | Britisches Empire                                     |
| B-B                           | Bulgarien                                             |
| X-C                           | China                                                 |
| T-D                           | Dänemark                                              |
| Y-M                           | Danzig (Freie Stadt)                                  |
| D-Zahlen                      | Deutschland                                           |
| E-E                           | Ecuador                                               |
| E-A                           | Estland                                               |
| K-S                           | Finnland                                              |
| F                             | Frankreich                                            |
| S-G                           | Griechenland                                          |
| L-G                           | Guatemala                                             |
| H-H                           | Haiti                                                 |
| A-H                           | Hedschas (westlicher Teil des heutigen Saudi-Arabien) |
| X-H                           | Honduras                                              |
| 0 G-I                         | Indien                                                |
| I                             | Italien                                               |
| J                             | Japan                                                 |
| 0 G-C                         | Kanada                                                |
| C-Zahlen, dreistellig         | Kolumbien                                             |
| C-C                           | Kuba                                                  |
| B-L                           | Lettland                                              |
| L-L                           | Liberia                                               |
| L-U                           | Luxemburg                                             |
| X-A, X-B                      | Mexiko                                                |
| 0 G-NZ                        | Neuseeland                                            |
| A-N                           | Nicaragua                                             |
| H-N                           | Niederlande                                           |
| N-Zahlen                      | Norwegen                                              |
| A-Zahlen                      | Österreich                                            |
| S-P                           | Panama                                                |
| O-P                           | Peru                                                  |
| P-P                           | Polen                                                 |
| C-P                           | Portugal                                              |
| C-R                           | Rumänien                                              |
| R-R                           | Russland                                              |
| S-A                           | Schweden                                              |
| X-S                           | Königreich Serbien-Kroatien-Slowenien                 |
| H-S                           | Siam                                                  |
| M                             | Spanien                                               |
| 0 M-M                         | Spanien (Militär)                                     |
| 0 G-UA                        | Südafrika                                             |
| L-B                           | Tschechoslowakei                                      |
| H-M                           | Ungarn                                                |
| C-U                           | Uruguay                                               |
| N                             | Vereinigte Staaten von Amerika                        |
| 0 G-E                         | Vereinigtes Königreich                                |